# Direitos LGBTQ no Reino Unido
Os direitos das pessoas lésbicas, gays, bissexuais, transgêneros e queer (LGBTQ) no Reino Unido evoluíram consideravelmente ao longo do tempo. Atualmente, os direitos de lésbicas, gays e bissexuais são considerados avançados pelos padrões internacionais, enquanto as pessoas transgêneras, não conformes com o gênero e não binárias enfrentam níveis significativos de discriminação, sendo um dos grupos mais marginalizados em países modernizados.
Antes da introdução formal do cristianismo na Grã-Bretanha, em 597 d.C., com a chegada de Agostinho de Cantuária, não há registros históricos definitivos sobre a prática da homossexualidade nas culturas celta, romana e anglo-saxã, embora seja possível que tenha ocorrido. A falta de evidências, como registros escritos celtas sobreviventes, dificulta uma conclusão definitiva. Após 597 d.C., o cristianismo passou a entrar em conflito com a homossexualidade, caracterizando a atividade sexual entre homens do mesmo sexo como "pecaminosa", mas não ilegal. Sob o Ato de Sodomia de 1533, o sexo anal masculino foi proibido e punido com a morte.
Os direitos LGBT ganharam destaque após a descriminalização da atividade sexual entre homens, em 1967 [en], na Inglaterra e no País de Gales, e posteriormente na Escócia e na Irlanda do Norte. A atividade sexual entre mulheres nunca foi sujeita às mesmas restrições legais.
Desde o início do século XXI, o apoio aos direitos LGBTQ tem se fortalecido progressivamente. Algumas proteções contra discriminação para pessoas LGBT estão em vigor desde 1999, sendo ampliadas para todas as áreas sob a Lei da Igualdade de 2010 [en]. A proibição de indivíduos LGBT servirem abertamente nas forças armadas foi oficialmente suspensa em 2016, embora uma política de não aplicação já estivesse em vigor desde 2000. A idade de consentimento foi igualada a 16 anos, independentemente da orientação sexual, em 2001. A Seção 28 [en], que proibia a “promoção da homossexualidade” por escolas e autoridades locais, foi revogada em 2003.
Desde 2005, pessoas transgêneras podem solicitar a mudança de seu gênero legal. No mesmo ano, os casais do mesmo sexo receberam o direito de formalizar uma parceria civil, estrutura legal semelhante ao casamento, além de poderem adotar crianças na Inglaterra e no País de Gales. A Escócia estendeu os direitos de adoção a casais do mesmo sexo em 2009, e a Irlanda do Norte fez o mesmo em 2013. O casamento entre pessoas do mesmo sexo foi legalizado na Inglaterra e no País de Gales, e na Escócia em 2014, sendo legalizado na Irlanda do Norte em 2020.
Na análise de 2015 da ILGA-Europa sobre os direitos LGBTI, o Reino Unido obteve a pontuação mais alta da Europa, com 86% de progresso em direção ao “respeito aos direitos humanos e à igualdade plena” para pessoas LGBT, sendo 92% na Escócia. No entanto, em 2020, o Reino Unido caiu para a nona posição na classificação da ILGA-Europa, com uma pontuação de 66%, e o governo expressou preocupação com um “clima hostil aos direitos trans alimentado por grupos de oposição”. Em 2023, a classificação do Reino Unido caiu ainda mais para o 17º lugar, com uma pontuação de 53%, ficando atrás da Irlanda, Alemanha e Grécia. A retórica antitrans foi descrita como “abundante” no cenário midiático britânico.
Por outro lado, uma pesquisa do Pew Research Center de 2019 revelou que 86% da população do Reino Unido concorda que a homossexualidade deve ser aceita pela sociedade, e uma pesquisa de 2017 mostrou que 77% dos britânicos apoiam o casamento entre pessoas do mesmo sexo.
O censo de 2021 constatou que 3,2% das pessoas na Inglaterra e no País de Gales se identificaram como lésbicas, gays, bissexuais ou de outra orientação sexual, e 262.000 pessoas se identificaram como transgêneros. No entanto, a YouGov e a Stonewall argumentaram que os resultados das pesquisas e do censo podem ser influenciados por subnotificação e estimam que o número real de pessoas LGBT possa ser entre 5% e 7%. Organizações de direitos LGBT e grandes comunidades LGBT foram estabelecidas em várias cidades do Reino Unido, com destaque para Brighton, considerada a “capital gay” não oficial do país, além de outras grandes comunidades em Londres, Manchester, Birmingham, Bristol, Cardiff, Leeds, Liverpool, Newcastle upon Tyne, Edimburgo, Belfast e Southampton, todas com vilas gays e festivais anuais do orgulho.

## Atividade sexual entre pessoas do mesmo sexo

### Homossexualidade como crime

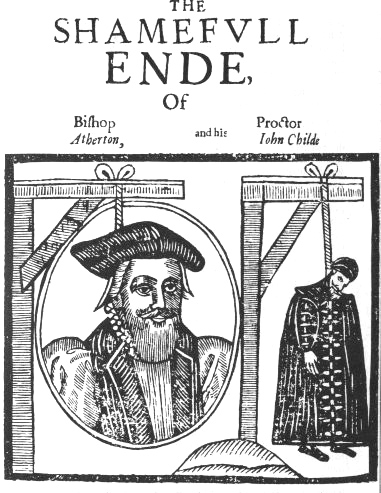
O bispo inglês John Atherton, que ajudou a estender a aplicabilidade do Ato de Sodomia para a Irlanda, foi executado sob a lei em 1640.

A lei inglesa identificava o sexo anal como um delito punível com enforcamento por meio do Ato de Sodomia de 1533, criado por Henrique VIII. A legislação foi a primeira de sodomia civil no país, uma vez que tais delitos eram anteriormente tratados pelos tribunais eclesiásticos. Embora tenha sido revogada em 1553 com a ascensão de Maria I, ela foi promulgada novamente em 1563 durante o reinado de Elizabeth I. James Pratt e John Smith foram os dois últimos a serem executados por sodomia, em 1835.
Embora a Seção 61 da Lei de Ofensas Contra a Pessoa de 1861 [en] tenha removido a pena de morte para a homossexualidade, os atos homossexuais masculinos continuaram sendo ilegais e punidos com prisão. Em 1862, o Código Penal Indiano [en], elaborado pelas autoridades coloniais do Raj Britânico, entrou em vigor. O código incluía a Seção 377 [en], que efetivamente criminalizava a atividade sexual entre pessoas do mesmo sexo na Índia. O Código Penal foi utilizado como base para legislações semelhantes em outras colônias britânicas, exportando, portanto, leis anti-homossexualidade por todo o Império Britânico. Atualmente, ainda existem leis anti-homossexualidade em 34 países membros da Commonwealth. A Emenda Labouchere [en], na Seção 11 da Lei de Emenda à Lei Criminal de 1885, expandiu as leis relacionadas à homossexualidade para abranger qualquer ato homossexual entre homens, mesmo sem testemunhas. Isso significava que pessoas podiam ser condenadas por atos privados, e frequentemente, uma carta entre duas pessoas expressando afeto era considerada prova suficiente para a condenação. Oscar Wilde foi condenado por essa lei e sentenciado a dois anos de trabalho penal. Por outro lado, as lésbicas nunca foram reconhecidas ou visadas pela legislação.
Na Escócia, embora não houvesse estatutos que tornassem o sexo entre homens ilegal entre 1424 e 1707, os atos homossexuais eram puníveis. Um exemplo disso foi o julgamento de Gavin Bell.
No início da década de 1950, a polícia passou a aplicar ativamente as leis que proibiam o comportamento sexual entre homens. Até o final de 1954, havia 1.069 homens homossexuais presos na Inglaterra e no País de Gales, com idade média de 37 anos. Diversas prisões e julgamentos de alto perfil ocorreram nesse período, incluindo o caso do cientista, matemático e decifrador de códigos da época da guerra, Alan Turing, que foi condenado em 1952 por “indecência grave”. Turing aceitou o tratamento com hormônios femininos (castração química) como alternativa à prisão e cometeu suicídio em 1954. Em 2009, o então primeiro-ministro Gordon Brown, em resposta a uma petição, emitiu um pedido de desculpas em nome do governo britânico pela “maneira terrível como ele foi tratado”. Em 1954, o julgamento e a subsequente prisão de Edward Montagu [en] (o 3º Barão Montagu de Beaulieu), Michael Pitt-Rivers e Peter Wildeblood [en] por atos de “indecência homossexual” causaram grande repercussão e levaram à criação de um comitê para examinar e relatar a legislação que tratava de “ofensas homossexuais”, nomeado por Sir David Maxwell Fyfe e Sir Hugh Lucas-Tooth.

### Wolfenden
O Comitê Wolfenden foi criado em 24 de agosto de 1954 para analisar a legislação britânica relacionada a “delitos homossexuais”. O Relatório do Comitê Departamental sobre Delitos Homossexuais e Prostituição, mais conhecido como Relatório Wolfenden, foi publicado em 3 de setembro de 1957. O relatório recomendou que “o comportamento homossexual entre adultos que consentem, em privado, não deveria mais ser considerado uma ofensa criminal”, concluindo que “a homossexualidade não pode ser legitimamente considerada uma doença, pois, em muitos casos, é o único sintoma, sendo compatível com uma saúde mental plena em outros aspectos”.
Em outubro de 1957, o Arcebispo de Cantuária, Geoffrey Fisher, expressou apoio ao Relatório Wolfenden, afirmando: “Há um domínio sagrado de privacidade [...] no qual a lei, de modo geral, não deve se intrometer. Esse é um princípio da maior importância para a preservação da liberdade humana, do respeito próprio e da responsabilidade”. O primeiro debate parlamentar sobre o Relatório Wolfenden foi iniciado em 4 de dezembro de 1957 por Lord Pakenham [en]. Dos dezessete colegas que participaram do debate, oito apoiaram amplamente as recomendações do relatório. Maxwell Fyfe, na época enobrecido como Lord Kilmuir e servindo como Lord Chancellor, falou em nome do governo, duvidando do apoio público para a implementação das recomendações e alegando que mais pesquisas seriam necessárias.
A Sociedade de Reforma da Legislação Homossexual foi fundada em 12 de maio de 1958, com o principal objetivo de fazer campanha pela implementação das recomendações do Comitê Wolfenden.

### Descriminalização de atos homossexuais

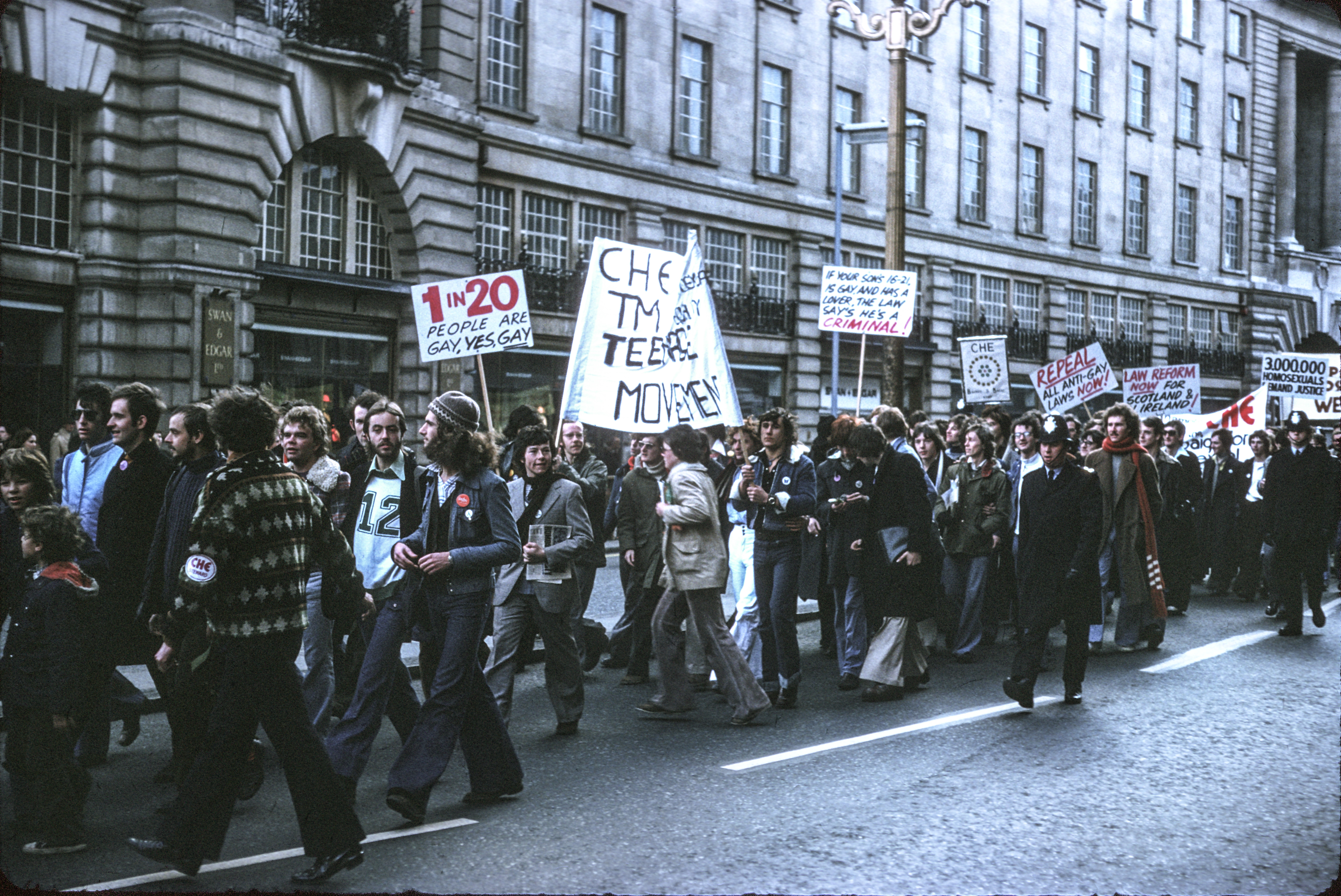
Manifestação de 1975 em Londres contra a contínua desigualdade legal.

Em 1965, o deputado conservador Lord Arran propôs a descriminalização de atos homossexuais masculinos (atos lésbicos nunca foram ilegais) na Câmara dos Lordes. Isso foi seguido por Humphry Berkeley na Câmara dos Comuns no ano seguinte, embora Berkeley tenha atribuído sua derrota nas eleições gerais de 1966 [en] à impopularidade de sua ação. No entanto, no Parlamento recém-eleito, o deputado trabalhista Leo Abse abordou novamente a questão e, após quase uma década de campanhas, a Lei de Ofensas Sexuais foi apresentada ao Parlamento, com o intuito de implementar algumas das recomendações do Comitê Wolfenden.
A Lei de Ofensas Sexuais de 1967 foi aprovada e recebeu o consentimento real em 27 de julho de 1967, após um intenso debate na Câmara dos Comuns. Embora a lei tenha mantido as proibições gerais de sexo oral e indecência entre homens, ela estabeleceu uma descriminalização limitada de atos homossexuais, desde que três condições fossem atendidas: 1) o ato deveria ser consensual, 2) o ato deveria ocorrer em ambiente privado e 3) o ato deveria envolver apenas pessoas que tivessem completado 21 anos de idade. Essa idade de consentimento era mais alta do que a estabelecida para atos heterossexuais, que era de 16 anos. Além disso, a lei limitava a participação em um ato a duas pessoas. Essa condição foi interpretada de forma estrita pelos tribunais, que consideraram que o ato não poderia ocorrer em um quarto de hotel, por exemplo, ou em residências particulares onde uma terceira pessoa estivesse presente, mesmo que estivesse em um quarto diferente. Essas restrições foram anuladas pela Corte Europeia de Direitos Humanos em 2000.
A lei de 1967 se aplicava apenas à Inglaterra e ao País de Gales, o que levou organizações a continuarem a campanha pela igualdade total na Escócia e na Irlanda do Norte, onde o comportamento homossexual continuava sendo ilegal. Na Escócia, as atividades sexuais entre pessoas do mesmo sexo foram legalizadas da mesma forma que pela Lei de 1967, por meio da Seção 80 da Lei de Justiça Criminal (Escócia) de 1980, que entrou em vigor em 1º de fevereiro de 1981. Uma emenda semelhante também foi feita à legislação da Irlanda do Norte, após uma decisão da Corte Europeia de Direitos Humanos (ver Dudgeon v United Kingdom). Como a Irlanda do Norte estava sob governo direto na época, a legislação relevante foi uma Ordem em Conselho [en], a Ordem de Ofensas Homossexuais (Irlanda do Norte) de 1982, que entrou em vigor em 8 de dezembro de 1982.

### Igualdade na idade de consentimento
Em 1977, Lord Arran apresentou o Projeto de Lei de Ofensas Sexuais (Emenda), que visava reduzir a idade de consentimento para atos homossexuais para 18 anos. No entanto, o projeto de lei foi rejeitado por 146 votos contra 25.
Em 1979, o relatório do Grupo de Trabalho do Comitê Consultivo de Políticas do Ministério do Interior, intitulado Idade de Consentimento em Relação a Infracções Sexuais, recomendou que a idade de consentimento para atividades sexuais entre pessoas do mesmo sexo fosse reduzida de 21 para 18 anos, mas nenhuma legislação foi promulgada a partir dessa recomendação.
Em fevereiro de 1994, o Parlamento discutiu a reforma das leis sobre estupro e outros crimes sexuais durante a aprovação da Lei de Justiça Criminal e Ordem Pública [en]. A deputada conservadora Edwina Currie [en] propôs uma emenda para igualar a idade de consentimento para atividades sexuais entre pessoas do mesmo sexo para 16 anos. A emenda de Currie foi derrotada por 307 votos contra 280. Entre os apoiadores estavam Tony Blair, John Smith [en], Neil Kinnock [en], Paddy Ashdown [en] e William Hague, enquanto a oposição incluía os deputados trabalhistas David Blunkett e Ann Taylor.
Houve manifestações intensas do lado de fora do Palácio de Westminster após a derrota da emenda, quando manifestantes organizados pelo grupo OutRage! entraram em confronto com a polícia. Outra emenda proposta por Sir Anthony Durant sugeria a redução da idade de consentimento para 18 anos, sendo aprovada por 427 votos a 162. Entre os apoiadores dessa emenda estavam Michael Howard e John Major, enquanto parlamentares como John Redwood [en], Michael Heseltine e John Gummer [en] se opuseram. Uma emenda proposta por Simon Hughes [en], que visava igualar a idade de consentimento para homossexuais e heterossexuais para 17 anos, não foi votada.
O projeto de lei recebeu uma segunda leitura na Câmara dos Lordes, onde foi aprovado por 290 votos a 247. O Duque de Norfolk tentou reintroduzir a idade mínima de 21 anos, mas sua proposta foi rejeitada pela Câmara dos Lordes por 176 votos a 113. Uma emenda do vice-líder trabalhista na Câmara dos Lordes, Lord McIntosh de Haringey, que propunha igualar a idade de consentimento para 16 anos, também foi rejeitada, com 245 votos a 71.
Em sua decisão de 1º de julho de 1997, no caso Sutherland v. Reino Unido, a Comissão Europeia de Direitos Humanos concluiu que os artigos 8 e 14 da Convenção Europeia de Direitos Humanos foram violados devido à idade discriminatória de consentimento. A decisão foi baseada no fato de que não havia uma justificativa objetiva e razoável para manter uma idade mínima mais alta para atos homossexuais masculinos. Em 13 de outubro de 1997, o governo informou à Corte Europeia de Direitos Humanos que proporia um projeto de lei ao Parlamento para reduzir a idade de consentimento para atos homossexuais de 18 para 16 anos.
Em 22 de junho de 1998, o Projeto de Lei sobre Crime e Desordem foi apresentado ao Parlamento. Ann Keen propôs emendas para reduzir a idade de consentimento para 16 anos. A Câmara dos Comuns aprovou essas disposições com uma maioria de 207 votos, mas a Câmara dos Lordes as rejeitou por uma maioria de 168 votos. Posteriormente, o Projeto de Lei de Ofensas Sexuais (Emenda) foi apresentado em 16 de dezembro de 1998. Mais uma vez, a equiparação da idade de consentimento foi endossada pela Câmara dos Comuns em 25 de janeiro de 1999, mas foi rejeitada pela Câmara dos Lordes em 14 de abril de 1999. Aqueles que se opuseram à emenda argumentaram que estavam apenas buscando proteger as crianças. A Baronesa Young, líder da campanha contra a emenda, afirmou: "As práticas homossexuais trazem grandes riscos à saúde dos jovens."
O governo reintroduziu o projeto de lei em 1999. Com a perspectiva de ser aprovado nas duas sessões sucessivas do Parlamento, os Atos do Parlamento de 1911 e 1949 estavam disponíveis para promulgar o projeto de lei caso os Lordes o rejeitassem pela terceira vez. Os Lordes aprovaram o projeto de lei em segunda leitura, mas fizeram uma emenda durante a fase de comitê para manter a idade de consentimento para sexo oral em 18 anos para ambos os sexos. Contudo, como o projeto de lei não havia sido concluído na Câmara dos Lordes até o final da sessão parlamentar em 30 de novembro de 2000, o então presidente da Câmara dos Comuns, Michael Martin, certificou que o procedimento das Leis do Parlamento havia sido cumprido. O projeto de lei recebeu o consentimento real poucas horas depois e foi promulgado como Lei de 2000 Sobre Ofensas Sexuais (Emenda). As disposições da lei entraram em vigor em todo o Reino Unido em 8 de janeiro de 2001, reduzindo a idade de consentimento para 16 anos. Essa lei também introduziu, pela primeira vez, uma idade de consentimento para atos sexuais lésbicos, uma vez que anteriormente não havia legislação sobre o assunto.
Em 1º de maio de 2004, entrou em vigor a Lei de Ofensas Sexuais de 2003, que revogou toda a legislação anterior específica sobre sexo, incluindo a Lei de 1967, e introduziu ofensas neutras. Com isso, as condições anteriores relacionadas à privacidade foram removidas, e os atos sexuais passaram a ser tratados pela lei independentemente do sexo dos participantes (exceto que a definição de estupro inclui o uso do pênis do réu).
Com a aprovação da Ordem de Crimes Sexuais (Irlanda do Norte) de 2008, a Irlanda do Norte, que até então tinha uma idade de consentimento de 17 anos, independentemente da orientação sexual, reduziu a idade de consentimento para 16 anos em 2009, igualando-se à idade de consentimento da Inglaterra, País de Gales e Escócia.

### Anulação de condenações
Em 31 de janeiro de 2017, a Lei de Policiamento e Crime de 2017 entrou em vigor após receber o consentimento real. Uma seção da lei, conhecida como a  Lei Alan Turing, concedeu oficialmente perdões póstumos a milhares de homens homossexuais da Inglaterra e do País de Gales que haviam sido condenados sob as antigas leis de sodomia dessas regiões. Além disso, a lei ofereceu a possibilidade de anulação das condenações para aqueles que ainda estavam vivos. As desconsiderações passaram a estar disponíveis desde 2012, permitindo que as condenações fossem removidas dos registros criminais das pessoas. Em junho de 2018, a Escócia aprovou uma legislação mais abrangente, com perdões automáticos para os que ainda vivem. A Assembleia da Irlanda do Norte aprovou uma lei semelhante em 2016, que entrou em vigor em 28 de junho de 2018. Na Irlanda do Norte, os pedidos de perdão devem ser feitos junto ao Departamento de Justiça.
De acordo com a PinkNews, até julho de 2018, menos de 200 indultos haviam sido concedidos na Inglaterra e no País de Gales.
Em junho de 2019, foi revelado que apenas dois homens haviam solicitado perdão por crimes históricos relacionados à homossexualidade na Irlanda do Norte, e ambos não conseguiram anular suas condenações. Em todo o Reino Unido, mais da metade das pessoas que solicitaram perdão não tiveram suas condenações anuladas.
Em janeiro de 2022, foi noticiado que todas as condenações criminais de pessoas do mesmo sexo no passado em todo o Reino Unido seriam "formalmente perdoadas imediatamente" pelo governo, como parte de um novo esquema.

### Revogação da navegação mercante
Em abril de 2017, o Parlamento do Reino Unido aprovou a Lei da Marinha Mercante (Conduta Homossexual) de 2017. Este projeto de lei de membro privado, elaborado pelo deputado conservador John Glen [en], revogou as seções 146(4) e 147(3) da Lei de Justiça Criminal e Ordem Pública de 1994, conhecida como a "última lei antigay" do Reino Unido. A revogação entrou em vigor imediatamente após o consentimento real.

### Indultos femininos
Em junho de 2023, o governo do Reino Unido anunciou formalmente que os perdões também estariam disponíveis para mulheres “condenadas por homossexualidade”. Embora a homossexualidade feminina nunca tenha sido considerada um crime civil no Reino Unido, mulheres lésbicas que serviam nas forças armadas ainda podiam ser punidas de acordo com disposições contidas na Lei do Exército de 1955, na Lei da Força Aérea de 1955 e na Lei de Disciplina Naval de 1957.

## Reconhecimento de relacionamentos entre pessoas do mesmo sexo

### Parceria civil
Não havia reconhecimento legal de relacionamentos entre pessoas do mesmo sexo na Grã-Bretanha até 2005, quando as parcerias civis foram legalizadas com a aprovação da Lei de Parceria Civil de 2004 (em galês: Deddf Partneriaeth Sifil 2004; em gaélico escocês: Achd Com-pàirteachasan Sìobhalta 2004), em 18 de novembro de 2004. As parcerias civis constituem uma união legal distinta, que concede a maioria (mas não todos) os direitos e responsabilidades do casamento civil, embora ainda existam questões de reconhecimento em outros países e quanto ao uso de títulos de cortesia. As parcerias civis podem ser realizadas em qualquer local aprovado no Reino Unido, incluindo locais religiosos aprovados na Inglaterra e no País de Gales desde 2011 (embora não seja obrigatório que ocorram em locais religiosos). No entanto, essas cerimônias não podem incluir leituras, músicas ou símbolos religiosos. A Lei de Parceria Civil entrou em vigor em 5 de dezembro de 2005.
A primeira cerimônia de parceria civil ocorreu às 11:00 (GMT) de 5 de dezembro de 2005, entre Matthew Roche e Christopher Cramp, em Worthing, West Sussex. O período de espera habitual de 14 dias foi dispensado, pois Roche estava sofrendo de uma doença terminal. Ele faleceu no dia seguinte. As primeiras cerimônias de parceria civil, após o período de espera legal, ocorreram na Irlanda do Norte em 19 de dezembro, seguidas de cerimônias na Escócia no dia seguinte e na Inglaterra e no País de Gales no dia seguinte.

### Casamento entre pessoas do mesmo sexo

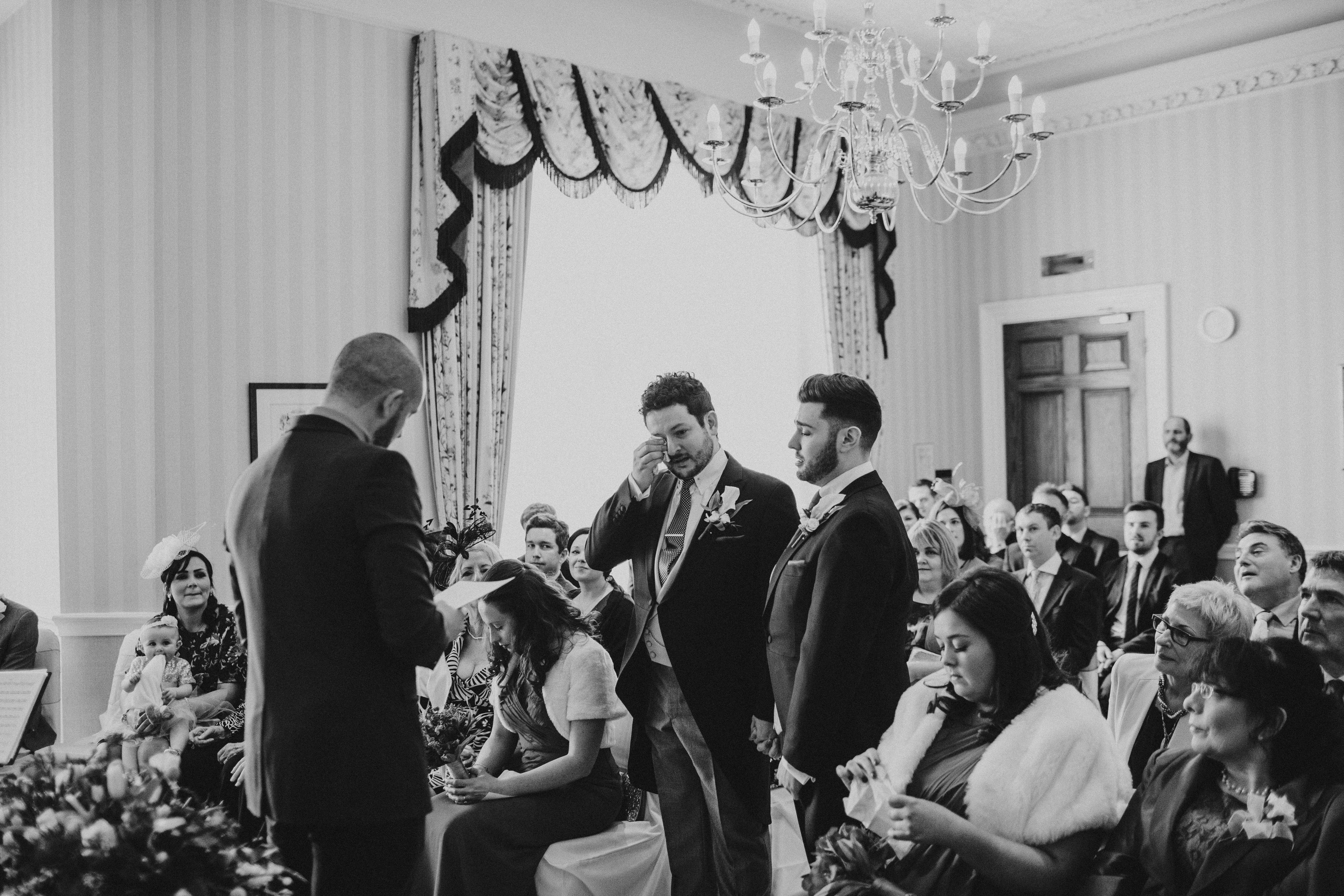
Um casamento entre pessoas do mesmo sexo no Reino Unido.

O casamento entre pessoas do mesmo sexo no Reino Unido tem sido amplamente debatido desde a descriminalização da homossexualidade na Grã-Bretanha. A legislação anterior na Inglaterra e no País de Gales impedia o casamento entre pessoas do mesmo sexo, incluindo a Lei do Casamento de 1949, que definia o casamento como sendo entre um homem e uma mulher; a Lei de Nulidade do Casamento de 1971, que proibia explicitamente o casamento entre pessoas do mesmo sexo; e a Lei de Causas Matrimoniais de 1973, que reiterava as disposições da Lei de Nulidade do Casamento.
Embora as parcerias civis tenham sido legalizadas em todo o país, a legislação sobre o casamento é uma questão descentralizada no Reino Unido, o que significa que o processo legislativo para a aprovação do casamento entre pessoas do mesmo sexo varia conforme a jurisdição. A Lei do Casamento (Casais do Mesmo Sexo) de 2013 [en], que permite o casamento entre pessoas do mesmo sexo na Inglaterra e no País de Gales, foi aprovada pelo Parlamento do Reino Unido em julho de 2013 e entrou em vigor em 13 de março de 2014, com os primeiros casamentos entre pessoas do mesmo sexo realizados em 29 de março de 2014. A Lei de Casamento e Parceria Civil (Escócia) de 2014 [en], que permite o casamento entre pessoas do mesmo sexo na Escócia, foi aprovada pelo Parlamento escocês em fevereiro de 2014 e entrou em vigor em 16 de dezembro de 2014.
Os casamentos entre pessoas do mesmo sexo no Reino Unido garantem todos os direitos e responsabilidades do casamento civil e podem ser celebrados em locais aprovados. Isso inclui locais religiosos, desde que o respectivo órgão religioso ou de crença tenha optado por participar. No entanto, nenhum órgão religioso ou de crença é obrigado a realizar casamentos entre pessoas do mesmo sexo; a Igreja da Inglaterra e a Igreja no País de Gales são explicitamente proibidas de fazê-lo. Para fins de divórcio de casamentos entre pessoas do mesmo sexo, a definição legal de adultério permanece a relação sexual entre um homem e uma mulher, embora a infidelidade com uma pessoa do mesmo sexo possa ser considerada motivo para o divórcio sob a categoria de “comportamento irracional”. A não consumação também não é uma base válida para a anulação de um casamento entre pessoas do mesmo sexo.
Entre 2012 e 2015, a Assembleia da Irlanda do Norte votou cinco vezes sobre a legalização do casamento entre pessoas do mesmo sexo; ele foi aprovado por uma pequena maioria na quinta tentativa, mas posteriormente vetado pelo Partido Unionista Democrático por meio da petição de preocupação. Após a eleição inconclusiva da Assembleia da Irlanda do Norte em 2017 e o fracasso em formar um Executivo da Irlanda do Norte [en] até o prazo final de 21 de outubro de 2019, as disposições da Lei da Irlanda do Norte (Formação do Executivo etc.) de 2019 [en], aprovada pelo Parlamento do Reino Unido em 18 de julho de 2019 e sancionada pela Rainha em 24 de julho, determinaram que o Secretário de Estado da Irlanda do Norte aprovasse regulamentos que legalizassem o casamento entre pessoas do mesmo sexo até 13 de janeiro de 2020. O Secretário de Estado, Julian Smith, assinou os regulamentos em 19 de dezembro de 2019. Assim, o casamento entre pessoas do mesmo sexo tornou-se legal na Irlanda do Norte em 13 de janeiro de 2020, com casais podendo registrar sua intenção de casamento e casais que já haviam se casado em outro lugar tendo suas uniões reconhecidas a partir dessa data. A primeira cerimônia de casamento entre pessoas do mesmo sexo foi realizada em Carrickfergus em 11 de fevereiro de 2020.

### Casamentos religiosos entre pessoas do mesmo sexo
Em março de 2011, o movimento do Judaísmo Liberal tornou-se o primeiro movimento judaico no Reino Unido a reconhecer o casamento entre pessoas do mesmo sexo como totalmente equivalente ao de casais heterossexuais.
Em 30 de junho de 2021, a Igreja Metodista votou a favor da alteração da definição de casamento para permitir o casamento entre pessoas do mesmo sexo, com um resultado de 254 votos a favor e 46 contra. Com essa decisão, a Igreja Metodista tornou-se a maior denominação religiosa na Grã-Bretanha a permitir casamentos entre pessoas do mesmo sexo.
Em setembro de 2021, a Igreja no País de Gales votou para “abençoar formalmente casais do mesmo sexo” (por meio de debate e compromisso), embora não tenha reconhecido legalmente o casamento entre pessoas do mesmo sexo dentro dos títulos oficiais da Igreja.
A partir da meia-noite de 1º de janeiro de 2024, a Igreja da Inglaterra realizará formalmente “bênçãos a casais do mesmo sexo”, após a aprovação de um voto de voz.

## Adoção e planejamento familiar
De acordo com a Lei de Adoção e Crianças de 2002, o Parlamento estabeleceu que o pedido de adoção de uma criança na Inglaterra e no País de Gales poderia ser feito por uma pessoa solteira ou por um casal. A condição anterior de que o casal fosse casado foi abandonada, permitindo que casais do mesmo sexo se candidatassem. Embora os Lordes tenham rejeitado a proposta em uma ocasião antes de ela ser aprovada, os defensores da medida no Parlamento enfatizaram que a adoção não se tratava de “direitos dos homossexuais”, mas sim de proporcionar o maior número possível de crianças a um ambiente familiar estável, em vez de mantê-las sob cuidados. Por outro lado, os oponentes levantaram dúvidas sobre a estabilidade dos relacionamentos fora do casamento e como essa instabilidade poderia afetar o bem-estar das crianças adotadas. Apesar disso, a lei foi aprovada com sucesso e entrou em vigor em 30 de dezembro de 2005. Legislação semelhante foi adotada na Escócia, com vigência a partir de 28 de setembro de 2009, e a Irlanda do Norte seguiu o exemplo em dezembro de 2013.
A Lei de Fertilização Humana e Embriologia de 2008 recebeu o consentimento real em 13 de novembro de 2008. Essa legislação permite que lésbicas e seus parceiros (tanto civis quanto de fato) tenham acesso igual a presunções legais de paternidade em casos de fertilização in vitro (FIV) ou inseminação assistida/autônoma (que não seja em casa), a partir do nascimento da criança. A lei também permite que ambos os parceiros sejam identificados na certidão de nascimento da criança como "pai ou mãe". A legislação entrou em vigor em 6 de abril de 2009 e não é retroativa, ou seja, não se aplica a casos anteriores a essa data. Em 6 de abril de 2010, as ordens parentais para homens gays e seus parceiros também entraram em vigor. Uma Ordem Parental é uma ordem judicial que extingue a paternidade legal da mãe substituta e, se houver, de seu parceiro, e reatribui a paternidade legal e a responsabilidade parental aos futuros pais.

Desde 31 de agosto de 2009, a legislação que concede direitos iguais de nascimento às lésbicas na Inglaterra e no País de Gales entrou em vigor, permitindo que ambas sejam nomeadas na certidão de nascimento de uma criança, alterando os Regulamentos de Registro de Nascimentos e Óbitos de 1987. A medida foi criticada por aqueles que acreditavam que ela estava "prejudicando a noção tradicional de família". Ruth Hunt, diretora de política e pesquisa da Stonewall, defendeu a nova lei, afirmando que ela facilita a vida das famílias lésbicas e observando: “Agora, os casais de lésbicas do Reino Unido que decidem constituir uma família amorosa finalmente terão acesso igual aos serviços que ajudam a financiar como contribuintes”. O ministro do Ministério do Interior, Lord Brett, foi amplamente elogiado em seus comentários:
Essa mudança positiva significa que, pela primeira vez, casais de mulheres que têm um filho por meio de tratamento de fertilidade têm os mesmos direitos que seus pares heterossexuais de serem mostrados como pais no registro de nascimento. É vital que proporcionemos igualdade sempre que possível na sociedade, especialmente porque as circunstâncias familiares continuam a mudar. Esse é um importante passo adiante nesse processo.
Por outro lado, Iain Duncan Smith, que liderou os esforços para se opor à mudança, afirmou que “a ausência dos pais geralmente tem um efeito prejudicial sobre a criança”.
Em 2016, 9,6% de todas as adoções na Inglaterra envolveram casais do mesmo sexo, um aumento em relação aos 8,4% de 2015. Em 2018, 450 das 3.820 adoções na Inglaterra (aproximadamente 12%) envolveram casais do mesmo sexo.

### Ação judicial do NHS UK
Em novembro de 2021, um casal de lésbicas iniciou uma revisão judicial contra o grupo de comissionamento clínico Serviço Nacional de Saúde de Frimley devido a uma política de fertilidade “discriminatória”. Enquanto a maioria dos casais heterossexuais precisa "tentar engravidar" por dois anos antes de se qualificar para o tratamento financiado pelo NHS, os casais de mulheres do mesmo sexo precisam passar por 12 rodadas de tratamento de fertilização in vitro privado antes de se qualificarem.

## Direitos dos transgêneros

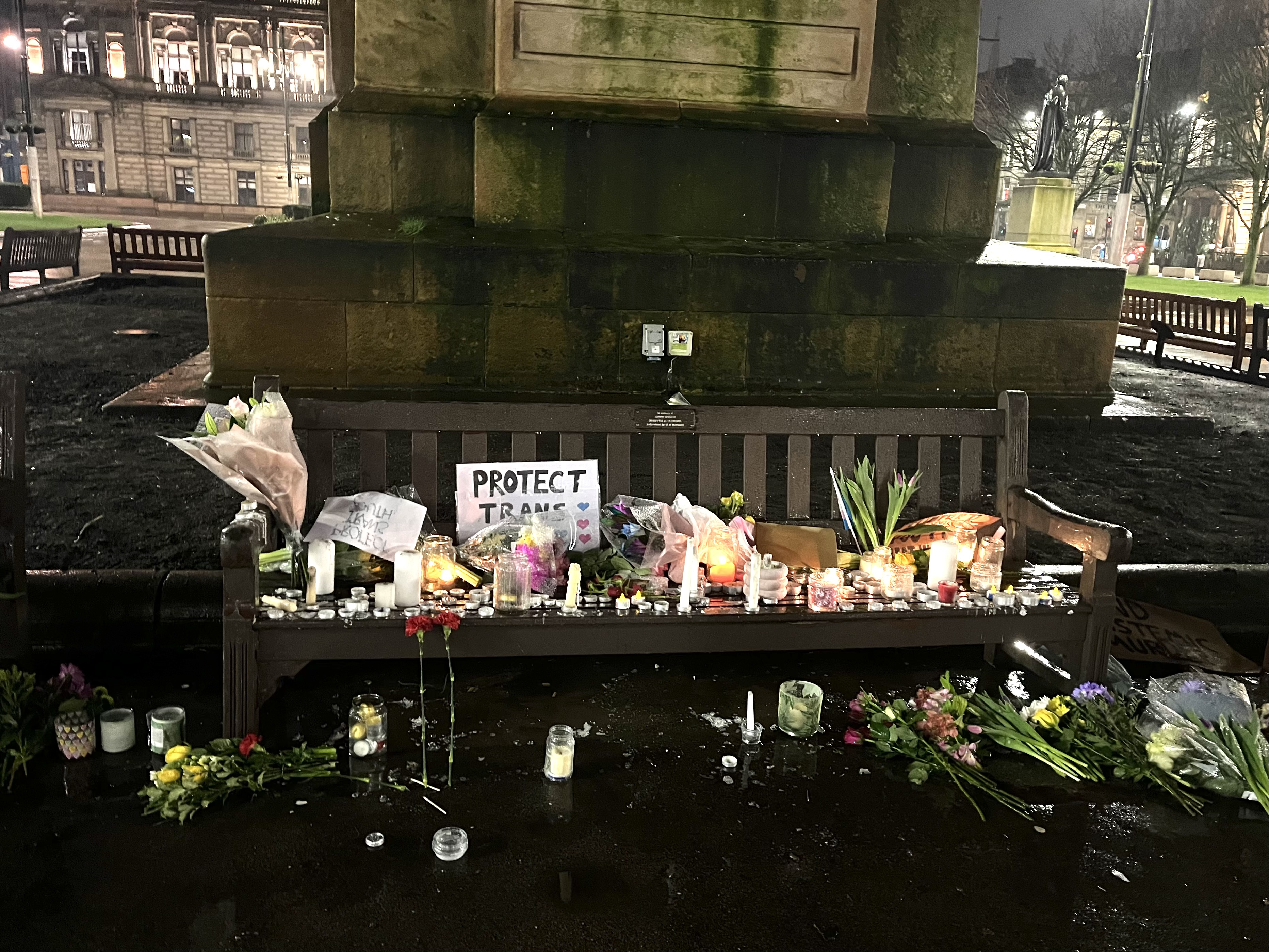
Vigília em Glasgow por Brianna Ghey, uma adolescente transgênero assassinada em 2023.

Em 1970, a decisão no processo judicial Corbett v Corbett tornou legalmente impossível para pessoas transgênero alterar o marcador de sexo em sua certidão de nascimento, o que as tornava legalmente incapazes de se casar com pessoas de outro gênero, pois isso seria considerado um casamento "do mesmo sexo", o que não era reconhecido na época. A decisão foi posteriormente usada como precedente em vários tribunais nos Estados Unidos. No caso Goodwin v United Kingdom, julgado pela Corte Europeia de Direitos Humanos em 2002, o Reino Unido foi considerado em violação dos artigos 8 e 12 da Convenção Europeia de Direitos Humanos devido a esse status quo. Como resultado, a decisão levou à aprovação da Lei de Reconhecimento de Gênero em 2004 [en].
Em dezembro de 2002, o gabinete do Lord Chancellor publicou o documento Política Governamental Relativa a Pessoas Transexuais, afirmando categoricamente que o transexualismo “não é uma doença mental”.
Desde 4 de abril de 2005, de acordo com a Lei de Reconhecimento de Gênero de 2004 (Deddf Cydnabod Rhywedd 2004 em galês; Achd Aithneachadh Gnè 2004 em gaélico escocês), pessoas transgênero podem alterar seu gênero legal no Reino Unido, permitindo que adquiram uma nova certidão de nascimento e recebam o reconhecimento legal do gênero adquirido para todos os fins. Para isso, as pessoas transgênero devem apresentar provas a um Painel de Reconhecimento de Gênero, que avalia o caso e emite um Certificado de Reconhecimento de Gênero (GRC). A transição deve ter ocorrido pelo menos dois anos antes da emissão do GRC. Não é necessário que a cirurgia de redesignação sexual tenha sido realizada, embora essa cirurgia seja aceita como parte das evidências para o caso, caso tenha ocorrido. Existe a possibilidade de aprovação formal para a cirurgia de redesignação sexual pelo Serviço Nacional de Saúde (NHS) ou de forma privada.
No entanto, surgiram preocupações sobre casamentos e uniões civis. De acordo com a Lei de Reconhecimento de Gênero de 2004, pessoas transgênero casadas precisavam se divorciar ou anular o casamento para poder obter um GRC. O governo optou por manter essa exigência na lei, pois, na prática, isso teria legalizado uma pequena categoria de casamentos entre pessoas do mesmo sexo. A Lei de Parceria Civil de 2004 permitiu a criação de parcerias civis entre casais do mesmo sexo, mas um casal em que um dos parceiros seja transgênero não pode simplesmente registrar seu novo status. Eles devem primeiro dissolver o casamento, obter o reconhecimento legal do novo gênero e, então, registrar uma parceria civil. Esse processo é semelhante ao de qualquer divórcio, com a documentação e os custos associados.
Com a legalização do casamento entre pessoas do mesmo sexo na Inglaterra e no País de Gales, os casamentos existentes continuam válidos quando uma ou ambas as partes mudam seu gênero legal e ambas desejam permanecer casadas. A legislação não restabelece os casamentos de pessoas transgênero que foram previamente anulados como uma condição para que obtivessem um GRC, e estabelece que um GRC só será emitido se o cônjuge da pessoa transgênero consentir. Se o cônjuge não consentir, o casamento deverá ser rescindido antes que o GRC possa ser emitido.
Desde 1º de janeiro de 2021, o órgão regulador de telecomunicações do Reino Unido, Ofcom, incluiu explicitamente a "mudança de gênero" (junto com raça, deficiência, religião, sexo e orientação sexual) em suas políticas e procedimentos legais de discurso de ódio.
Em abril de 2021, foi anunciado que a taxa para a emissão do Certificado de Reconhecimento de Gênero seria reduzida para £5 a partir de maio de 2021.
Em setembro de 2021, um relatório do Conselho da Europa sobre o sentimento anti-LGBTI na Europa descreveu a retórica antitrans no Reino Unido como tendo ganho “credibilidade infundada e preocupante, às custas das liberdades civis das pessoas trans e dos direitos das mulheres e das crianças”. O relatório destacou o aumento nos crimes de ódio antitrans desde 2015 e mencionou declarações feitas no fórum IDAHOT de 2021 pela Ministra de Igualdade, Kemi Badenoch.

### Jovens transgêneros
Os jovens transgêneros são abrangidos pela Lei de Igualdade de 2010 no Reino Unido, o que significa que estão protegidos contra discriminação, assim como as pessoas trans adultas. De acordo com o princípio da competência Gillick, crianças e jovens com menos de 16 anos também podem consentir com determinados tratamentos médicos, o que até 2022 incluía o uso de bloqueadores de puberdade.
Até março de 2024, crianças que desejavam realizar uma transição médica eram encaminhadas ao Serviço de Desenvolvimento de Identidade de Gênero [en] (GIDS) do NHS, a única clínica especializada em identidade de gênero para menores de 18 anos no Reino Unido na época. O GIDS não oferecia opções cirúrgicas para transição, conforme a orientação do Instituto Nacional de Excelência em Saúde e Cuidados [en]. Em outubro de 2019, o serviço foi envolvido em um processo judicial, Bell v Tavistock [en], e, em dezembro de 2020, o Tribunal Superior de Justiça decidiu que crianças menores de 16 anos não podiam consentir de forma independente com o uso de bloqueadores de puberdade. Esta decisão foi amplamente condenada por grupos de direitos LGBTQ+, como Stonewall, The Consortium e Mermaids, além de organizações de direitos humanos, como Anistia Internacional e Liberty.
Acadêmicos sugeriram que essa sentença poderia ter um impacto mais amplo sobre o princípio da competência de Gillick, que permite que jovens que atendem aos requisitos de competência tomem decisões sobre sua saúde reprodutiva, entre outras áreas. A decisão foi descrita por alguns como “protecionista”. A Faculdade Real de Pediatria e Saúde Infantil emitiu uma declaração pedindo mais clareza sobre a questão, e a licença para recorrer foi concedida em janeiro de 2021. O recurso foi bem-sucedido, com a decisão original sendo anulada em setembro de 2021.
Em setembro de 2020, o NHS iniciou uma revisão dos serviços de identidade de gênero para jovens, liderada pela pediatra Hilary Cass. Em julho de 2022, após a divulgação do relatório provisório da Revisão Cass, o NHS anunciou que fecharia o GIDS e substituiria o serviço por oito centros de saúde regionais. O Dr. Cal Horton, pesquisador do Centro de Pesquisa e Prática de Políticas de Diversidade da Oxford Brookes, acusou o relatório provisório de “cis-supremacia”.
Em novembro de 2022, a Associação Profissional Mundial para a Saúde dos Transgéneros (WPATH), junto com os grupos regionais ASIAPATH, EPATH, PATHA e USPATH, emitiu uma declaração criticando as especificações de serviço provisórias do NHS England com base no relatório provisório da Cass. A declaração afirmava que o relatório patologizava a diversidade de gênero, fazia suposições “ultrapassadas” sobre pessoas trans, ignorava evidências mais recentes e promovia um “grau inaceitável de intrusão médica e estatal” em questões cotidianas, como pronomes e escolha de roupas, além de limitar o acesso a cuidados de afirmação de gênero. A declaração também afirmava que “a negação do tratamento de afirmação de gênero sob o pretexto de ‘terapia exploratória’ é equivalente à terapia de ‘conversão’ ou ‘reparadora’ com outro nome”.
O relatório final da Revisão Cass foi publicado em 10 de abril de 2024. Ele concluiu que não havia evidências de alta qualidade para o uso de bloqueadores de puberdade no tratamento de jovens e que não havia evidências suficientes sobre a segurança desses tratamentos. O relatório foi amplamente criticado pela comunidade LGBTQ+, incluindo especialistas e instituições de caridade.
Entre as críticas à Revisão Cass, houve sugestões de que a Dra. Cass não teria se envolvido adequadamente com os principais grupos LGBTQ+, enquanto teria dado atenção indevida a grupos menores e controversos, como a Aliança LGB e outros grupos críticos da teoria de gênero. Esses grupos foram descritos como transfóbicos pela maioria das organizações LGBTQ+, uma vez que fizeram campanha contra os cuidados médicos afirmativos para pessoas trans. Cass também foi criticada por não ter experiência prévia no tratamento de crianças trans e por excluir especialistas trans do processo. A revisão foi criticada por diversas organizações médicas e acadêmicas, tanto no Reino Unido quanto internacionalmente, pela sua metodologia e conclusões.
A Associação Médica Britânica (BMA) anunciou que realizaria sua própria avaliação da revisão, após o Conselho da BMA votar para "criticar publicamente a Revisão Cass". A organização Mermaids alertou que o relatório poderia ser usado para justificar a criação de barreiras adicionais ao acesso ao atendimento para jovens trans, da mesma forma que o relatório provisório já havia feito. A Anistia Internacional também criticou a "cobertura sensacionalista" da revisão, afirmando que ela estava sendo usada como uma ferramenta por aqueles que espalham desinformação e mitos sobre o atendimento médico a jovens trans.
Em março de 2024, o NHS England anunciou que as clínicas de identidade de gênero não prescreveriam mais bloqueadores de puberdade para crianças ou jovens, e que o tratamento só poderia ser prescrito dentro de um estudo clínico. Em agosto de 2024, o caminho de encaminhamento para as clínicas de identidade de gênero foi revisado, e uma revisão dos serviços para adultos foi também encomendada. Em 11 de dezembro de 2024, a proibição de prescrição de bloqueadores de puberdade foi renovada indefinidamente, com a previsão de reconsideração para 2027.
Em 28 de março de 2024, após vários atrasos, o Tavistock GIDS foi fechado. Dois dos oito centros regionais planejados foram abertos em abril de 2024, mas nenhum outro centro foi inaugurado até o momento. Como resultado dos atrasos na implementação de serviços alternativos, muitos jovens de 16 e 17 anos foram transferidos para serviços para adultos, onde receberam tratamentos menos exploratórios e mais medicalizados do que os que teriam recebido nos serviços dedicados a crianças.
Em outubro de 2024, mais de 100 especialistas e organizações assinaram uma carta aberta ao novo Ministro da Saúde, Wes Streeting, expressando uma "profunda falta de confiança" na Revisão Cass e alertando contra a "degradação" dos cuidados de saúde trans com base nela. A carta destacou que as revisões confiáveis geralmente têm um mandato claro, com problemas levantados pelas pessoas diretamente afetadas, e não por colunistas de jornais ou ideólogos. Além disso, elas não excluem a participação de membros da coorte de pacientes ou profissionais com experiência no campo, nem consideram a experiência vivida ou profissional como um "viés".
Na Inglaterra, um estudo clínico sobre bloqueadores de puberdade está planejado para começar no início de 2025.

### Escolas de sexo único
Em janeiro de 2022, o Fundo da Escola Diurna para Meninas (GDST) atualizou suas políticas para restringir a admissão de meninas trans que não possuíssem um Certificado de Reconhecimento de Gênero (GRC). A instituição afirmou que poderia perder seu status de escola de sexo único caso admitisse alunos trans que, legalmente, fossem do sexo masculino. As solicitações de admissão de meninas trans com um GRC seriam tratadas "caso a caso". O trust justificou a decisão com base nas isenções previstas pela Lei de Igualdade de 2010. Meninos trans que fizessem a transição após serem admitidos nas escolas da GDST teriam permissão para permanecer.

### Política do Rugby da Inglaterra
Em julho de 2022, a União de Futebol de Rúgbi (RFU) e a Liga de Futebol de Rúgbi (RFL) implementaram uma política de sexo único para competições femininas de menores de 12 anos, excluindo meninas trans dos times femininos. A Rugby League informou que “a liga de rúgbi sem contato e a liga de rúgbi em cadeira de rodas permaneceriam de gênero misto e estariam disponíveis para todos, sem critérios de elegibilidade baseados em gênero”.

### British Airways
A partir de 14 de novembro de 2022, a British Airways atualizou sua política de uniformes, permitindo que qualquer funcionário use maquiagem, brincos, verniz de unhas e carregue bolsas ou outros acessórios. Além disso, as políticas de igualdade de oportunidades foram ampliadas para incluir “gênero, identidade de gênero e identidade sexual”.

### Imigrantes transgêneros
Em dezembro de 2023, o governo do Reino Unido anunciou que não aceitaria mais os Certificados de Reconhecimento de Gênero emitidos por 50 países e estados dos EUA, devido a preocupações de que essas jurisdições permitiam que as pessoas fizessem a transição “com muita facilidade”. Indivíduos dessas localidades teriam que solicitar um novo GRC de acordo com a legislação britânica para alterar legalmente seu gênero no Reino Unido. As jurisdições afetadas incluíam a Suécia, o Estado de Nova York e a Bélgica, muitas das quais emitem certificados de reconhecimento de gênero com base na autoidentificação (como uma declaração estatutária), em vez de um processo médico.
A Ministra da Mulher e da Igualdade, Kemi Badenoch, afirmou que as mudanças estavam “atrasadas há muito tempo” e que a alteração era necessária para criar paridade entre os solicitantes do Reino Unido e os estrangeiros. Os planos de Badenoch foram criticados pela Ministra da Igualdade, Anneliese Dodds (Trabalhista), que alertou que a lista de jurisdições aceitas poderia ter repercussões diplomáticas, já que não inclui mais os outros quatro membros da Aliança Cinco Olhos: Canadá, EUA, Austrália e Nova Zelândia.

### Banheiros na Inglaterra
Em maio de 2024, Kemi Badenoch propôs uma legislação que exigiria banheiros para pessoas do mesmo sexo em todos os novos edifícios na Inglaterra, exceto em escolas e prisões. Banheiros de gênero neutro, com pia independente, seriam permitidos, além dos banheiros para pessoas do mesmo sexo, ou, caso o espaço não permitisse banheiros separados por sexo, poderiam ser utilizados como alternativa.
Em junho de 2024, cinco mulheres entraram com uma ação no tribunal do trabalho contra a Fundação County Durham e Darlington NHS, alegando assédio e discriminação em razão das políticas de diversidade da fundação. As mulheres levantaram preocupações sobre o compartilhamento de vestiários com um membro da equipe trans e expressaram insatisfação com as instalações alternativas oferecidas. Elas foram apoiadas pela organização evangélica anti-LGBTQ Centro Jurídico Cristão [en] e pelo grupo de campanha Christian Concern [en], que afirmou que o NHS estava “colocando uma ideologia transgênero perigosa e desacreditada à frente da segurança da equipe e dos pacientes, sem mencionar a realidade biológica”. A fundação declarou que seu objetivo era garantir um “ambiente de trabalho seguro, protegido e respeitoso”. Em uma declaração, o Secretário de Saúde Wes Streeting [en] afirmou que “todos merecem se sentir seguros e tratados com respeito em seu local de trabalho”.
Em agosto de 2024, o NHS Inglaterra introduziu um novo treinamento obrigatório sobre diversidade. De acordo com o The Daily Mail, o treinamento indicava que seria potencialmente “assédio ilegal” pedir a um colega trans que utilizasse outro banheiro ou vestiário. O NHS esclareceu que essa orientação estava “desatualizada” e foi removida enquanto um novo treinamento estava sendo desenvolvido.

### Processo judicial sobre passaportes
Em dezembro de 2021, a Suprema Corte manteve a sentença no caso R (Elan-Cane) v Secretary of State for the Home Department (2020), que decidiu que o governo do Reino Unido poderia se recusar a incluir um marcador de gênero X nos passaportes britânicos. O caso está aguardando um recurso na Corte Europeia de Direitos Humanos em Estrasburgo. Países como Dinamarca e Malta já reconhecem a opção de gênero X em seus passaportes. A Lei de Reconhecimento de Gênero de 2004, entretanto, não permite que uma pessoa se identifique legalmente com um gênero diferente de homem ou mulher.

## Direitos intersexuais
No Reino Unido, as pessoas intersexuais enfrentam lacunas significativas, especialmente no que se refere à proteção contra intervenções médicas não consentidas e à proteção contra a discriminação. As ações das organizações intersexuais buscam eliminar intervenções médicas desnecessárias e práticas prejudiciais, promovendo a aceitação social e a igualdade, em conformidade com as exigências do Conselho da Europa e das Nações Unidas.

## Protecções contra a discriminação
Em 1º de dezembro de 2003 [en], foram introduzidos regulamentos para proteger contra a discriminação em razão da orientação sexual no emprego, em cumprimento a uma diretiva comunitária de 2000 que proíbe a discriminação no emprego com base na orientação sexual. Os Regulamentos sobre Discriminação Sexual (Reatribuição de Gênero) de 1999 estabeleceram, pela primeira vez na história britânica, certas proteções legais para pessoas transexuais, proibindo a discriminação contra indivíduos que passaram por "mudança de gênero" no emprego e na formação profissional. Na Irlanda do Norte, foi aprovada legislação semelhante, os Regulamentos sobre Discriminação Sexual (Mudança de Gênero) (Irlanda do Norte) de 1999. Já os Regulamentos sobre Discriminação Sexual (Alteração da Legislação) de 2008 ampliaram essas proteções para incluir a discriminação em bens, instalações e serviços.
Em 30 de abril de 2007, entraram em vigor as Regulamentações sobre Orientação Sexual [en], após a introdução de disposições semelhantes na Irlanda do Norte em janeiro de 2007. Elas estabeleceram uma proibição geral de discriminação no fornecimento de bens e serviços com base na orientação sexual. Já existia legislação similar há muito tempo sobre discriminação baseada em sexo, raça, deficiência e estado civil. A introdução dos regulamentos gerou controvérsias, especialmente uma disputa entre o governo e a Igreja Católica Romana na Inglaterra e no País de Gales sobre isenções para agências de adoção católicas.
O arcebispo Vincent Nichols, de Birmingham, manifestou sua oposição à lei, argumentando que ela contradizia os valores morais da Igreja Católica. Várias agências de adoção católicas pediram isenção das normas de orientação sexual, e a instituição de caridade Catholic Care obteve uma sentença em 17 de março de 2010, instruindo a Charity Commission a reconsiderar seu caso. No entanto, a Comissão Charity não encontrou motivos para abrir uma exceção para a Catholic Care, decisão que foi mantida em recurso. Em agosto de 2011, o Tribunal Superior concordou em ouvir o quarto recurso da instituição, e em novembro de 2012, o recurso foi rejeitado pelo Tribunal Superior, com a decisão favorável à Comissão Charity. A Catholic Care anunciou sua intenção de recorrer da sentença.
Em outubro de 2007, o governo anunciou planos para introduzir uma emenda à Lei de Justiça Criminal e Imigração, criando um novo delito de incitação ao ódio com base na orientação sexual, após a criação de um crime de ódio religioso controverso em 2006. A incitação ao ódio com base na orientação sexual já era ilegal na Irlanda do Norte, e a Escócia promulgou legislação semelhante em 2009, que também incluiu a identidade de gênero como uma área protegida.
A Lei da Igualdade de 2010 recebeu o consentimento real em 8 de abril de 2010. O principal objetivo da lei foi consolidar a vasta e complexa gama de leis e regulamentos existentes sobre antidiscriminação no Reino Unido, incluindo a Lei de Igualdade de Remuneração de 1970 [en], a Lei de Discriminação Sexual de 1975, Lei de Relações Raciais de 1976, Lei de Discriminação por Deficiência de 1995 [en], além de instrumentos legais que protegem contra a discriminação no emprego com base em religião ou crença, orientação sexual e idade. Essa legislação reflete os mesmos princípios da Lei de Direitos Civis dos EUA de 1964 e das quatro principais diretivas de igualdade da União Europeia. Ela exige igualdade de tratamento no acesso a emprego e a serviços públicos e privados, independentemente de gênero, raça, deficiência, orientação sexual, identidade de gênero, crença e idade. A lei também alterou os Regulamentos de 2005 sobre Instalações Aprovadas (Casamento e Parceria Civil), permitindo cerimônias de parceria civil em instalações religiosas na Inglaterra e no País de Gales, além de ampliar os direitos das pessoas transexuais, proibindo a discriminação nas escolas com base na mudança de gênero.
Outras iniciativas incluíram a criação da Comissão de Igualdade e Direitos Humanos em 1º de outubro de 2007, que substituiu as comissões anteriores focadas em sexo, raça e deficiência, com o objetivo de promover a igualdade em todas as áreas. Além disso, foi criado o Grupo Consultivo de Orientação Sexual e Gênero no Departamento de Saúde, uma disposição na Lei de Justiça Criminal de 2003 [en], que estabeleceu que um tribunal deveria tratar a hostilidade com base na orientação sexual como um fator agravante na condenação de uma pessoa. Também foram fornecidas orientações ao Serviço de Promotoria da Coroa [en] sobre como lidar com crimes homofóbicos, além de um compromisso do governo em promover os direitos LGBT no cenário internacional.

### Seção 28

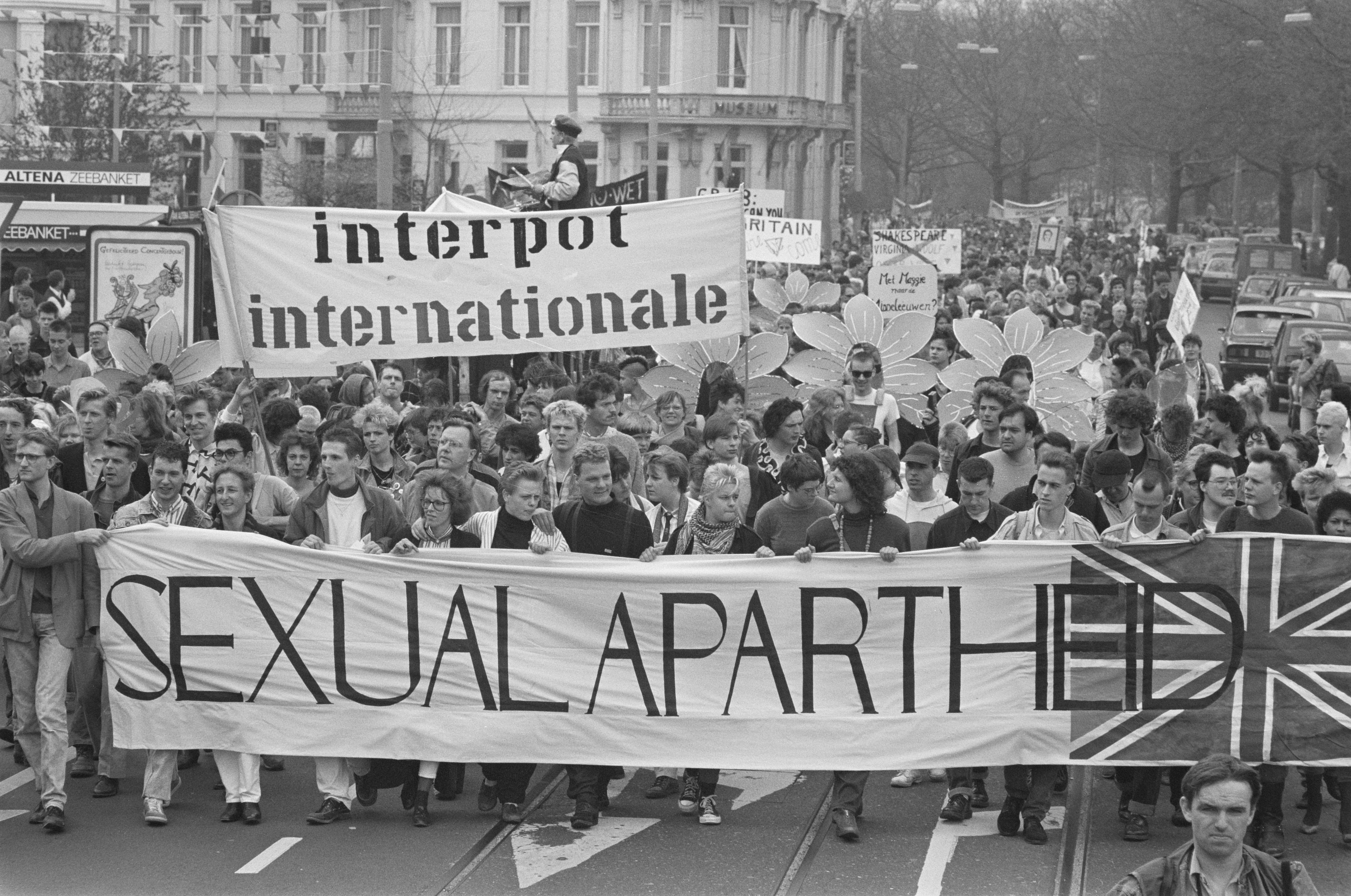
“Sexual Apartheid” - manifestação contra a Seção 28 e a homofobia britânica em Amsterdã, 1988.

Na década de 1980, houve um retrocesso nos direitos LGBT. A disponibilização em bibliotecas escolares de um livro considerado por alguns como "promoção" da homossexualidade gerou protestos e desencadeou uma campanha por uma nova legislação. Como resultado, a Lei do Governo Local de 1988 incluiu uma disposição que proibia "a promoção intencional da homossexualidade" por qualquer autoridade local e "o ensino em qualquer escola mantida da aceitabilidade da homossexualidade como um relacionamento familiar legítimo". Esta disposição ficou conhecida como Seção 28 e alterava a Seção 2A da Lei do Governo Local de 1986. Mudanças na estrutura do governo local desde então geraram certa confusão sobre as circunstâncias exatas em que a nova lei se aplicava, incluindo a questão sobre se ela se aplicava ou não às escolas públicas.
A Seção 28 (conhecida como Seção 2A na Escócia) foi revogada na Escócia nos primeiros anos do Parlamento Escocês, por meio da Lei de 2000 sobre Padrões Éticos na Vida Pública etc. (Escócia). Uma tentativa de revogar a disposição na Inglaterra e no País de Gales foi impedida devido à oposição na Câmara dos Lordes, liderada pela Baronesa Young. Após sua morte, em 2002, a seção foi finalmente revogada pelo governo trabalhista por meio da Lei do Governo Local de 2003, que entrou em vigor em 18 de novembro de 2003. Durante a aprovação do projeto de lei, não houve tentativas de manter a seção, e uma emenda que buscava preservá-la foi derrotada na Câmara dos Lordes. Em junho de 2009, David Cameron, líder do Partido Conservador, pediu desculpas formalmente por seu partido ter introduzido a lei, afirmando que ela foi um erro e ofensiva para a comunidade LGBT.

### Lei de Ordem Pública de 1986
A Seção 29AB da Lei de Ordem Pública de 1986 estabelece:
Nesta seção, "ódio com base na orientação sexual" refere-se ao ódio contra um grupo de pessoas definido com base na orientação sexual (seja em relação a pessoas do mesmo sexo, do sexo oposto ou de ambos).
A Seção 29JA, intitulada "Proteção da liberdade de expressão (orientação sexual)", da mesma lei, estabelece o seguinte:
(1) Para evitar dúvidas, a discussão ou crítica de condutas ou práticas sexuais, ou o incentivo para que as pessoas se abstenham ou modifiquem tais condutas ou práticas, não deve ser considerado, por si só, ameaçador ou destinado a incitar o ódio.

(2) Para evitar dúvidas, qualquer discussão ou crítica sobre o casamento que envolva o sexo das partes do casamento não será considerada, por si só, ameaçadora ou com a intenção de incitar o ódio.

### Cantos homofóbicos em jogos de futebol
Em julho de 2020, o Departamento de Digital, Cultura, Mídia e Esporte [en] anunciou sua intenção de alterar a Lei de Futebol (Ofensas) de 1991 para proibir explicitamente cânticos homofóbicos em jogos de futebol. Atualmente, as pessoas acusadas de fazer cânticos homofóbicos são processadas por cânticos "indecentes".
Em 2018, Damian Collins [en], então presidente do Comitê Digital, Cultura, Mídia e Esporte, e o ex-jogador de rúgbi do País de Gales, Gareth Thomas, realizaram um esforço anterior para proibir os cânticos homofóbicos.

## Violência e abuso motivados por preconceito
De 2014-15 a 2018-19, o número de incidentes registrados de abuso homofóbico no Reino Unido aumentou de 5.807 para 13.530, enquanto o número de processos caiu de 1.157 para 1.058. O Conselho Nacional de Chefes de Polícia atribuiu esse aumento à falta de testemunhas ou provas, incluindo dificuldades em demonstrar que a agressão foi motivada pela orientação sexual ou identidade de gênero da vítima. "Muitos desses crimes não violentos apresentam menos oportunidades de coleta de evidências, e as vítimas muitas vezes sentem que há uma barreira entre levar o caso ao tribunal e preferir apenas notificar a polícia sobre o incidente", disse um porta-voz do Metropolitan Police Service. Em West Yorkshire e South Yorkshire, as denúncias aumentaram de 172 para 961 e de 73 para 375, respectivamente. A Polícia de West Yorkshire explicou que esse aumento foi, em parte, devido a "melhorias na forma como registramos os crimes e ao fato de que muitas vítimas agora confiam mais em se apresentar".
Em 2019, o Ministério da Justiça revelou que 11 prisioneiros transgêneros foram agredidos sexualmente em prisões masculinas na Inglaterra e no País de Gales.

## Serviço militar

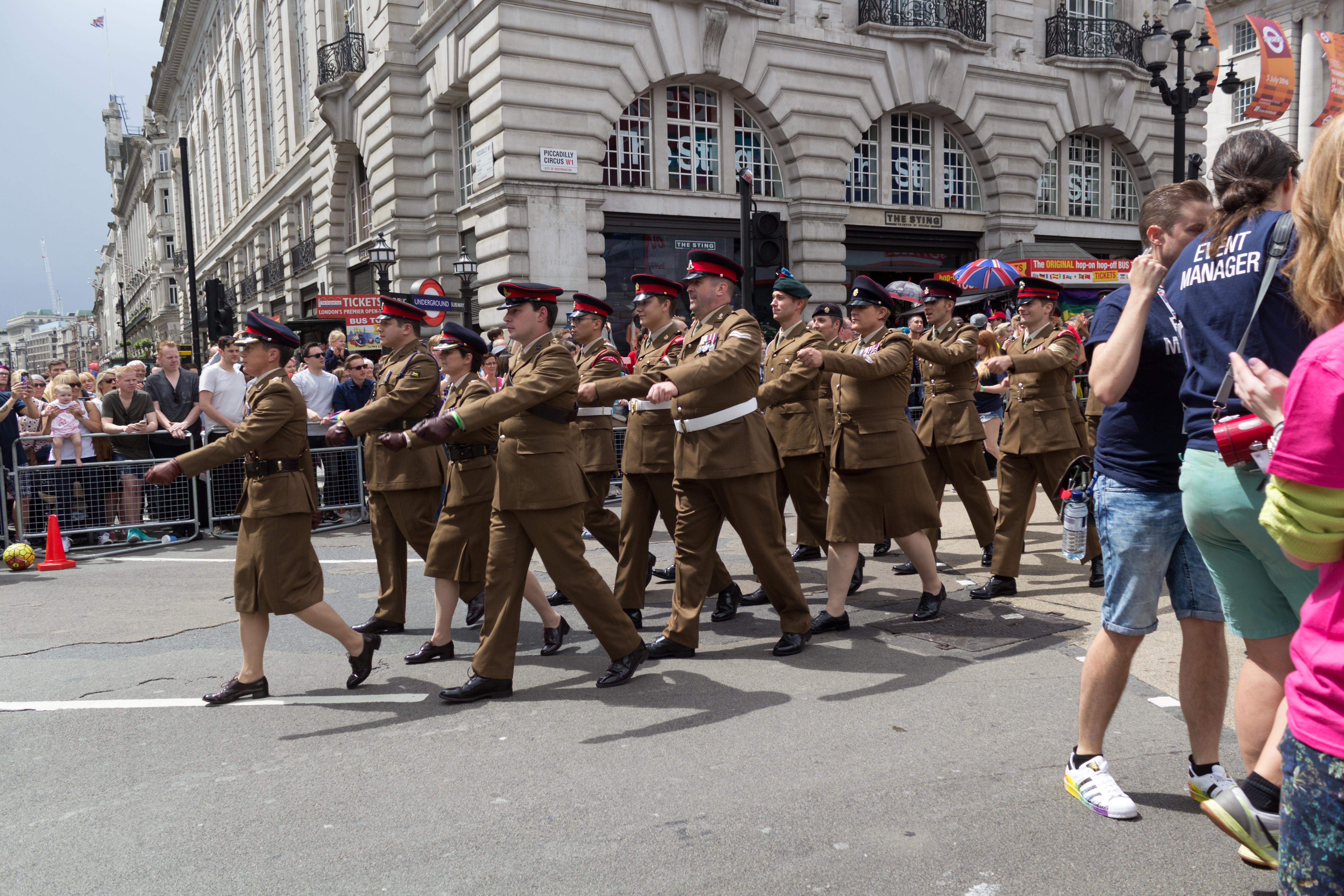
Membros das Forças Armadas de Sua Majestade marchando na parada do Orgulho de Londres de 2016.

As pessoas LGBT têm permissão para servir abertamente nas Forças Armadas de Sua Majestade desde 2000, e a discriminação com base na orientação sexual é proibida desde 2010. Além disso, é proibido pressionar qualquer pessoa LGBT a se assumir. Todo o pessoal está sujeito às mesmas regras contra intolerância, bullying e assédio sexual, independentemente da identidade de gênero ou orientação sexual. As Forças Armadas britânicas também reconhecem parcerias civis e garantem aos casais do mesmo sexo os mesmos direitos a subsídios e moradia que os casais heterossexuais.
As Forças Armadas britânicas recrutam ativamente pessoas LGBT e têm enviado equipes de recrutamento para diversos eventos do Orgulho. A Marinha Real anuncia recrutas em revistas voltadas para o público gay e permitiu que marinheiros gays realizassem cerimônias de parceria civil a bordo de navios. Desde 2006, marinheiros gays podem marchar com uniforme naval completo em paradas do orgulho gay. O pessoal do Exército Britânico e da Força Aérea Real podia participar dessas marchas, mas precisava usar roupas civis até 2008; atualmente, todos os militares podem marchar nessas paradas com seus uniformes.
A política foi inicialmente aceita em níveis inferiores, com alguns oficiais superiores preocupados com a falta de aceitação da homossexualidade entre suas tropas. Um brigadeiro chegou a pedir demissão, mas sem grandes repercussões. Com o tempo, o apoio entre os oficiais de alta patente cresceu. O General Sir Richard Dannatt, Chefe do Estado-Maior Geral [en] (chefe do Exército), afirmou aos participantes da Quarta Conferência Conjunta sobre Assuntos LGBT, patrocinada pelo Exército, que os homossexuais eram bem-vindos para servir. Em um discurso na conferência em 2008, o primeiro desse tipo feito por um chefe do Exército, o General Dannatt afirmou que respeitar os oficiais e soldados LGBT era agora “uma responsabilidade de comando” e essencial para a “eficácia operacional”.
Atualmente, o Exército Britânico, a Força Aérea Real e a Marinha Real exigem que todos os recrutas passem por treinamento sobre Igualdade e Diversidade como parte de seus Testes Anuais de Treinamento Militar e de tolerância ao estresse. O treinamento inclui exemplos de situações envolvendo homossexuais em vídeos de treinamento, conforme os Valores e Padrões Fundamentais do Exército, da Marinha e da RAF, que incluem “Respeito pelos outros” e “Comportamento adequado”.
Em 2009, no décimo aniversário da revogação da proibição da homossexualidade nas Forças Armadas, foi relatado que a mudança não teve impacto perceptível na eficácia operacional das forças armadas. O aniversário foi amplamente comemorado, incluindo uma série de artigos na publicação interna do Exército, Soldier Magazine, com destaque na capa de julho de 2009.
Em 2015, no décimo quinto aniversário da mudança, o Ministério da Defesa anunciou alterações em seu processo de monitoramento para novos recrutas, incluindo a adição da sexualidade ao processo de monitoramento de igualdade de oportunidades.

### Perdão militar
Em fevereiro de 2021, o Ministério da Defesa apresentou a Lei das Forças Armadas de 2021, que perdoa automaticamente todos os registros criminais relacionados a atos de homossexualidade nas Forças Armadas do Reino Unido. Também foi anunciado que militares demitidos por motivo de homossexualidade poderiam ter suas medalhas de serviço restauradas, caso tivessem sido retiradas.

## Terapia de conversão
Em 2007, a Faculdade Real de Pediatria e Saúde Infantil, a principal organização profissional de psiquiatras na Grã-Bretanha, emitiu um relatório afirmando que “as evidências mostram que as pessoas LGBT estão dispostas a buscar ajuda para problemas de saúde mental. No entanto, elas podem ser mal interpretadas por terapeutas que consideram a homossexualidade como a causa principal de qualquer problema apresentado, como depressão ou ansiedade. Infelizmente, os terapeutas que adotam essa abordagem podem causar considerável sofrimento. Uma pequena minoria de terapeutas chega a tentar mudar a orientação sexual do cliente, o que pode ser profundamente prejudicial. Embora existam atualmente diversos terapeutas e organizações nos EUA e no Reino Unido que afirmam que a terapia pode ajudar homossexuais a se tornarem heterossexuais, não há evidências que comprovem que essa mudança seja possível.”
Em um artigo de 2007, Elizabeth Peel, Victoria Clarke e Jack Drescher afirmaram que apenas uma organização no Reino Unido estava associada à terapia de conversão, a organização religiosa The Freedom Trust (parte da Exodus International [en]). O artigo observou: “Enquanto diversas organizações nos EUA (tanto religiosas quanto científicas/psicológicas) promovem a terapia de conversão, no Reino Unido temos conhecimento apenas de uma organização que faz isso.” O estudo relatou que profissionais que ofereceram esse tipo de tratamento entre as décadas de 1950 e 1970 agora reconhecem a homossexualidade como saudável, e as evidências sugerem que a “terapia de conversão” é um fenômeno histórico, e não contemporâneo, no Reino Unido, onde o tratamento da homossexualidade sempre foi menos prevalente do que nos EUA.
Em 2008, a Faculdade Real de Pediatria e Saúde Infantil afirmou que "[...] compartilha da preocupação da Associação Americana de Psiquiatria e da Associação Americana de Psicologia de que as posições defendidas por entidades como a Associação Nacional para Pesquisa e Terapia da Homossexualidade (NARTH) nos EUA não são respaldadas pela ciência. Não existem evidências científicas substanciais de que a orientação sexual possa ser alterada. Além disso, os chamados tratamentos para a homossexualidade recomendados pela NARTH criam um ambiente no qual preconceito e discriminação podem prosperar.”
Em 2009, uma pesquisa realizada com profissionais de saúde mental no Reino Unido concluiu que “uma minoria significativa de profissionais de saúde mental está tentando ajudar clientes lésbicas, gays e bissexuais a se tornarem heterossexuais. Dada a falta de evidências sobre a eficácia de tais tratamentos, é provável que isso seja insensato ou até mesmo prejudicial.” A Scientific American relatou que “um em cada 25 psiquiatras e psicólogos britânicos afirmou que estaria disposto a ajudar pacientes homossexuais e bissexuais a tentar se converter à heterossexualidade, apesar da ausência de qualquer evidência científica convincente de que uma pessoa possa se tornar heterossexual de forma intencional”. A publicação explicou ainda que 17% dos entrevistados disseram ter tentado ajudar a reduzir ou suprimir sentimentos homossexuais, e 4% afirmaram que tentariam ajudar pessoas homossexuais a se converterem à heterossexualidade no futuro.
A terapia de conversão no Reino Unido tem sido descrita pela BBC como "um tópico ferozmente contestado" e parte de uma "guerra cultural" mais ampla no país. Em julho de 2017, o Sínodo Geral da Igreja da Inglaterra aprovou uma moção criticando a prática, considerando-a "antiética, potencialmente prejudicial e sem lugar no mundo moderno", e pediu pela "proibição da prática da terapia de conversão destinada a alterar a orientação sexual". Em fevereiro de 2018, o Memorando de Entendimento sobre Terapia de Conversão [en], emitido pelo Conselho de Psicoterapia do Reino Unido (UKCP) em outubro de 2017, foi aprovado pelo Serviço Nacional de Saúde (NHS), estabelecendo um compromisso para acabar com a prática da terapia de conversão no Reino Unido. A Stonewall declarou que todos os principais órgãos de aconselhamento e psicoterapia do Reino Unido se uniram ao NHS para assinar o Memorando, condenando a terapia de conversão.
Em outubro de 2017, uma investigação do Liverpool Echo [en] expôs uma igreja em Anfield, Liverpool, que oferecia um programa de "cura" para pessoas gays, incluindo uma prática de jejum de três dias. O deputado trabalhista Dan Carden [en] levantou a questão no Parlamento, pedindo uma proibição legislativa das terapias de conversão, que ele afirmou "não têm lugar na Grã-Bretanha do século XXI".
Em março de 2018, a maioria dos membros do Parlamento Europeu aprovou uma resolução, com uma votação de 435 a 109, condenando a terapia de conversão e instando os estados-membros da União Europeia a proibir a prática. Um relatório do Intergrupo do Parlamento Europeu sobre Direitos LGBT apontou que o Reino Unido era uma das poucas áreas da UE a "proibir explicitamente as terapias de conversão LGBTI". Em julho de 2018, o governo britânico anunciou, como parte de seu Plano de Ação LGBT, que "apresentará propostas" para proibir a terapia de conversão por meio de legislação. Em uma pesquisa de 2018 encomendada pelo governo, 5% dos entrevistados disseram que foram oferecidos tratamentos de conversão e 2% afirmaram que se submeteram a eles.
Em 20 de julho de 2020, o primeiro-ministro Boris Johnson declarou seu apoio à proibição da terapia de conversão em todo o Reino Unido, afirmando: "Quanto à terapia de conversão gay, acho que é absolutamente abominável. Ela não tem lugar na sociedade civilizada. Não tem lugar neste país."
Em setembro de 2020, líderes religiosos de todas as principais denominações se reuniram em "uma rara demonstração de unidade" para instar o governo britânico a legislar pela proibição da terapia de conversão.
Em fevereiro de 2021, o ator e radialista gay Stephen Fry pediu ao governo do Reino Unido que "parasse de hesitar" e proibisse a terapia de conversão.
Em 11 de maio de 2021, no discurso de abertura do Parlamento [en], a Rainha Elizabeth anunciou que o Reino Unido planejava proibir a terapia de conversão. Em seu Discurso da Rainha, de 10 minutos, preparado pelo governo britânico, ela afirmou que "serão apresentadas medidas para tratar das disparidades raciais e étnicas e proibir a terapia de conversão". No entanto, o governo anunciou que uma consulta seria realizada antes que qualquer proibição fosse implementada, o que gerou críticas de ativistas, incluindo a Stonewall, que alegaram que esse atraso colocaria os grupos LGBT "em maior risco de abuso". Este atraso aumentaria ainda mais o tempo de espera desde que o governo se comprometeu pela primeira vez, em 2018, a proibir a terapia de conversão, e quatro anos após diversas organizações de saúde e grupos de pacientes assinarem uma carta, em 2017, alertando que todas as formas de terapia de conversão eram "antiéticas e potencialmente prejudiciais".
Em 1º de julho de 2021, foi reportado que a lei canônica da Igreja Metodista do Reino Unido já proibia legalmente a terapia de conversão e que a igreja também pediu ao governo do Reino Unido que proibisse legalmente a prática.
Em outubro de 2021, o governo iniciou uma consulta de seis semanas sobre como acabar com a terapia de conversão, que foi descrita como "uma tentativa de mudar ou suprimir a orientação sexual ou a identidade de gênero de alguém". A ministra Liz Truss afirmou: "Não deve haver lugar para a prática abominável da terapia de conversão coercitiva em nossa sociedade." No entanto, em dezembro de 2021, o governo prorrogou a consulta por mais oito semanas, após críticas e uma ameaça de ação legal por parte do grupo de defesa de gênero Fair Play for Women. Os críticos da legislação proposta afirmaram que ela poderia criminalizar o ato de ajudar alguém com disforia de gênero a se sentir mais confortável com seu sexo de nascimento. Nikki da Costa, ex-assessora especial de Boris Johnson, comentou que o momento da consulta parecia ser "motivada" pela intenção de criar "uma boa história nova" antes de uma conferência LGBTQ em 2022. Nancy Kelley, CEO da Stonewall, descreveu a terapia de conversão como "abominável" e saudou a prorrogação da consulta.
No final de março de 2022, o governo britânico anunciou sua intenção de proibir a terapia de conversão para orientação sexual, mas não para pessoas transgênero, apesar de ter anteriormente classificado toda a terapia de conversão como "abominável". Como resultado, mais de 100 organizações se retiraram de uma conferência sobre igualdade planejada e apoiada pelo governo, que foi posteriormente cancelada. Johnson defendeu a decisão, citando "complexidades e sensibilidades" relacionadas à terapia de conversão de gênero, especialmente em relação a crianças com disforia de gênero cujos pais e conselheiros poderiam querer discutir abertamente o gênero sem temer represálias legais.
Em 10 de maio de 2022, o discurso da Rainha incluiu um anúncio de que o governo planejava legislar para proibir a terapia de conversão no Reino Unido para orientação sexual. No discurso do rei de 7 de novembro de 2023, que marcou a abertura do Parlamento, o governo conservador no poder não incluiu a proibição da terapia de conversão em seus planos futuros.
Em julho de 2024, o novo governo do Partido Trabalhista em Westminster anunciou formalmente a intenção de realizar uma consulta com a comunidade e uma investigação sobre um projeto de lei para proibir oficialmente a terapia de conversão no Reino Unido.

## Educação sexual
O Dever de Igualdade do Setor Público da Lei de Igualdade de 2010 exige que as organizações públicas, incluindo escolas, publiquem informações sobre bullying, com foco, entre outras coisas, na identidade LGBT, e que desenvolvam soluções para combater esse problema. As primeiras informações sobre bullying com base na identidade LGBT em escolas na Inglaterra, bem como em autoridades públicas governadas por entidades da Escócia e País de Gales, foram publicadas em 6 de abril de 2012. Em 2013, o Ofsted (órgão regulador da educação na Inglaterra) publicou diretrizes sobre como combater o bullying homofóbico e transfóbico nas escolas da Inglaterra. Essas diretrizes incluíam a implementação de educação sexual e sobre relacionamentos para alunos LGBT.
Em 12 de fevereiro de 2018, o Escritório de Educação da Igreja da Inglaterra publicou uma política que endossa a educação sexual, incluindo tópicos LGBT. A política afirma que "a educação sexual deve incluir a compreensão de que todos os seres humanos são seres sexuais e que o desejo sexual é natural". Além disso, destaca que os alunos devem ser ensinados a compreender que a expressão da sexualidade humana é diversa e que há diferentes formas de desejo sexual. A política também menciona que "os alunos devem ter permissão para explorar questões de identidade e como valorizamos nossa própria identidade e a singularidade de outras pessoas". A educação pessoal, social, de saúde e econômica (PSHE) deve ajudar os alunos a reconhecerem sua verdadeira identidade e a entenderem como a cultura orientada pelo mercado e pela mídia pode contribuir para a ansiedade em relação à imagem corporal, incentivando os jovens a desafiar essas normas. Esta questão foi abordada na campanha #liedentity, do Bispo de Gloucester, que visa combater a imagem corporal negativa e incentivar os jovens a olhar para dentro de si mesmos para descobrir o verdadeiro valor e beleza.
Em julho de 2018, o ministro da Educação, Damian Hinds [en], anunciou novas regulamentações governamentais sobre educação sexual. As novas diretrizes, que seriam obrigatórias em todas as escolas primárias e secundárias da Inglaterra a partir de setembro de 2020, abordariam tópicos como bem-estar mental, consentimento, segurança online, saúde física, fitness e questões LGBT. Essas foram as primeiras mudanças nas normas de educação sexual desde 2000. A medida foi bem recebida por grupos LGBT, que destacaram estatísticas que mostravam que apenas 13% dos jovens LGBT foram ensinados sobre relacionamentos saudáveis entre pessoas do mesmo sexo nas escolas. Embora os pais mantivessem certos direitos de vetar as aulas de educação sexual, as crianças poderiam participar das aulas a partir dos 16 anos, independentemente da vontade dos pais.
A versão preliminar da nova orientação para escolas primárias afirma: "Ao final do ensino fundamental, os alunos devem saber que as famílias dos outros, seja na escola ou no mundo em geral, às vezes são diferentes das suas, mas que devem respeitar essas diferenças e saber que as famílias de outras crianças também são caracterizadas pelo amor e cuidado com elas". Para as escolas secundárias, a orientação acrescenta: "Os alunos devem aprender os fatos e a lei sobre sexo, sexualidade, saúde sexual e identidade de gênero de forma apropriada à idade e inclusiva [...] Todos os alunos devem sentir que o conteúdo é relevante para eles e para o desenvolvimento de sua sexualidade.”
Após relatos de que algumas escolas religiosas evitavam deliberadamente a inclusão de questões LGBT, principalmente uma escola judaica ortodoxa no norte de Londres que, em 2018, removeu todas as referências às vítimas homossexuais da perseguição nazista de seus livros didáticos, o governo britânico reagiu. O Departamento de Educação determinou que escolas religiosas não teriam mais o direito de optar por não participar das aulas de educação sexual inclusiva. Em setembro de 2018, o rabino-chefe do Reino Unido, Ephraim Mirvis, concordou em cumprir essa nova política e publicou diretrizes sobre como ensinar educação sexual LGBT nas escolas judaicas britânicas.
No entanto, em outubro de 2018, o The Sunday Times noticiou que o governo britânico havia decidido conceder isenções a escolas particulares da educação inclusiva sobre LGBT. Em novembro de 2018, a PSHE Association e o Sex Education Forum publicaram um roteiro de políticas que afirmava, entre outras coisas, que “a lei exige que a Educação sobre Relacionamentos e Sexo (RSE) seja ensinada em todas as escolas secundárias da Inglaterra” e que a Educação sobre Relacionamentos deve ser ministrada em todas as escolas primárias da Inglaterra. O roteiro também descreveu 10 etapas a serem seguidas para aplicar a política e especificou que "a Educação em Saúde será obrigatória em todas as escolas financiadas pelo governo, incluindo conteúdo sobre puberdade". Em fevereiro de 2019, o Departamento de Educação promulgou uma política de orientação estatutária que auxiliaria as escolas da Inglaterra com o PSHE, quando este se tornasse obrigatório em 2020.
Uma medida para tornar o PSHE obrigatório recebeu aprovação da Câmara dos Lordes em abril de 2019. O Departamento de Educação (DfE) publicou a orientação estatutária final para o ensino de Educação sobre Relacionamentos, Educação sobre Relacionamentos e Sexo (RSE) e Educação sobre Saúde em junho de 2019. As diretrizes, que também foram publicadas pela Câmara dos Comuns, exigem, entre outras coisas, que as escolas reconheçam as leis da Inglaterra relativas aos direitos LGBT, incluindo a legalização do casamento entre pessoas do mesmo sexo, e a proteção do “bem-estar físico e mental” das crianças LGBT. Embora não fosse obrigatório até setembro de 2020, as escolas da Inglaterra foram incentivadas a adotar o novo currículo de PSHE a partir de setembro de 2019. Em setembro de 2020, o currículo PSHE entrou em vigor nas escolas de ensino médio e fundamental da Inglaterra, com as escolas de ensino médio também adaptando a educação sexual PSHE LGBT.
De maneira similar, o País de Gales anunciou novas regulamentações sobre educação sexual em maio de 2018, que também abordariam questões LGBT nas escolas. As regulamentações, que deveriam entrar em vigor em 2022, se tornaram obrigatórias a partir do 7º ano (11-12 anos).
O manifesto de 2016 do Partido Nacional Escocês apoia aulas de educação sexual inclusiva, assim como “treinamento em igualdade” para professores, abordando questões LGBT. Em novembro de 2018, o governo escocês anunciou a implementação da educação inclusiva para LGBT no currículo escolar escocês. A medida foi bem recebida pelos ativistas LGBT, que citaram estudos mostrando que cerca de 9 em cada 10 escoceses LGBT sofrem homofobia nas escolas, e 27% relataram que tentaram suicídio após sofrerem bullying.
Em dezembro de 2021, o Código de Educação sobre Relacionamentos e Sexualidade do governo galês [en] foi criticado pelos conservadores galeses [en], que alegaram que o governo liderado pelo Partido Trabalhista [en] estava promovendo uma "ideologia acordada" e tentando uma "doutrinação de crianças na ideologia de identidade de gênero". O Ofsted (Escritório de Padrões em Educação, Serviços para Crianças e Habilidades) também avalia a inclusão de pessoas LGBT nas políticas e no currículo.
Em maio de 2024, foi formalmente anunciado que crianças com menos de 9 anos na Inglaterra seriam explicitamente banidas de participar das aulas de educação sexual, de acordo com as novas diretrizes e políticas divulgadas.

## Movimento de direitos LGBT

### Organizações de defesa de direitos

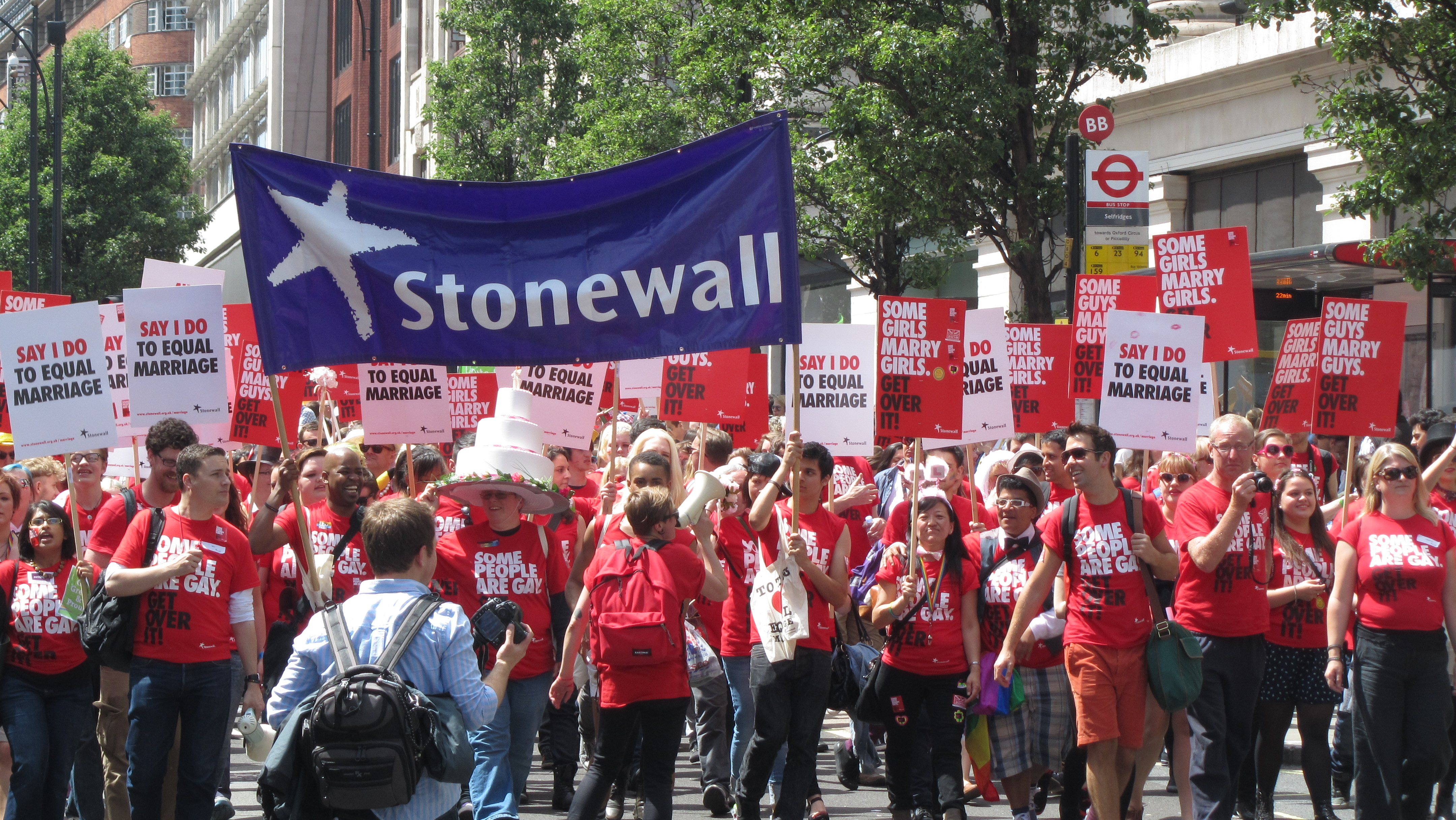
Stonewall na parada do Orgulho de Londres em 2013.

A Sociedade de Reforma da Legislação Homossexual [en] (HLRS) foi fundada em 12 de maio de 1958, como resposta às conclusões do Relatório Wolfenden e à falta de ação do governo em relação ao mesmo. A HLRS fez lobby junto ao parlamento para que este adotasse as recomendações do Relatório Wolfenden, defendendo a descriminalização completa da homossexualidade [en]. Suas campanhas culminaram na aprovação da Lei de Ofensas Sexuais de 1967 [en].
A Campanha pela Igualdade Homossexual [en] (CHE) teve início em Manchester, como o Comitê de Reforma da Legislação Homossexual do Noroeste (NWHLRC). Fundada em 1964, a CHE é uma organização democrática e voluntária com o objetivo de alcançar a plena igualdade jurídica e social para as pessoas LGBT na Inglaterra e no País de Gales.
A Frente de Liberação Gay [en] (GLF) desempenhou um papel significativo na conscientização sobre os direitos das pessoas homossexuais, especialmente durante os protestos do Festival da Luz de 1971. Diferente de movimentos LGBT anteriores, a GLF redirecionou o foco da defesa da reforma legal para uma transformação mais ampla da sociedade em prol das pessoas LGBT.

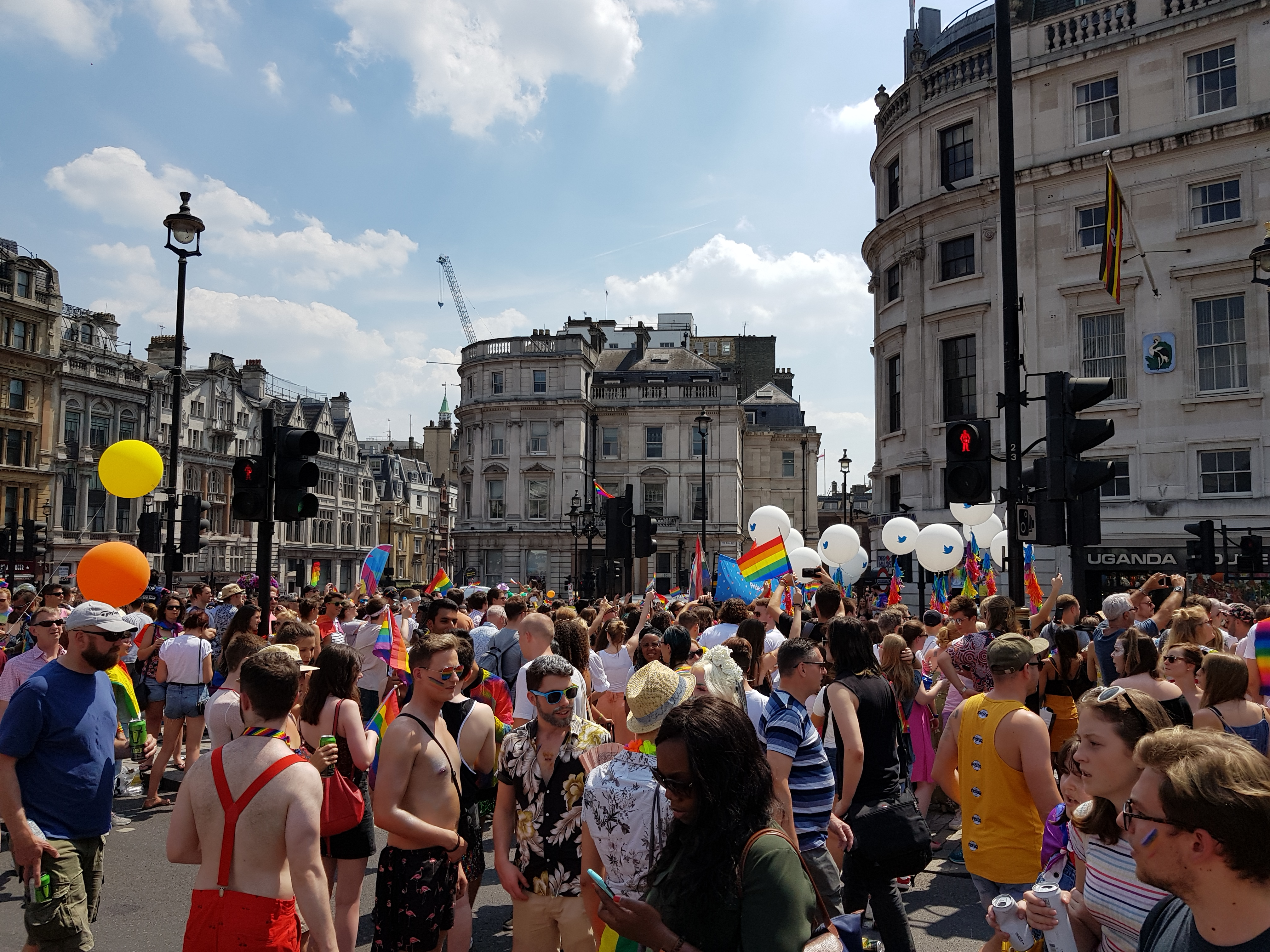
Orgulho em Londres 2018.

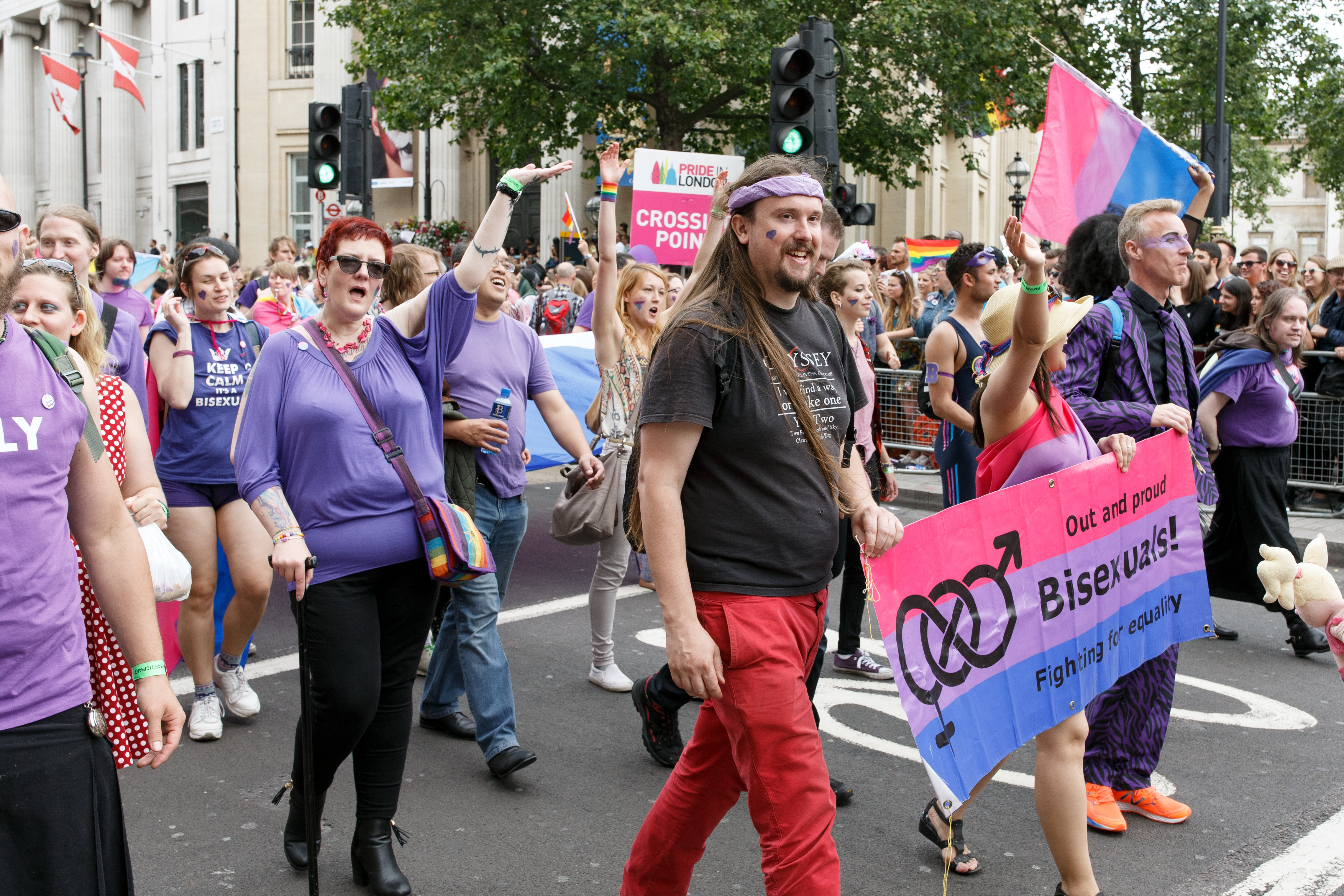
Pessoas bissexuais no desfile do Orgulho em Londres 2016.

A Stonewall é uma organização de igualdade LGBT, sendo atualmente a maior do Reino Unido e da Europa. Em 5 de abril de 1993, a Stonewall apoiou Hugo Greenhalgh, William Parry e Ralph Wilde no processo na Corte Europeia. Eles argumentaram que a lei que proibia "atos homossexuais" para menores de 21 anos violava seus direitos humanos, pois interferia em suas vidas privadas. A Stonewall continuou a contestar a disparidade na idade de consentimento para homens homossexuais e bissexuais até que a idade igual de consentimento de 16 anos foi finalmente estabelecida em 2001. A Stonewall segue lutando pela igualdade LGBT, com ênfase em áreas como esporte, educação e mercado de trabalho.
O Grupo Gay Negro foi fundado em 1981 em Londres, composto por homens gays e lésbicas negros e asiáticos. O grupo foi criado para oferecer "um ambiente de apoio onde gays e lésbicas negros pudessem se encontrar e compartilhar suas experiências sem medo". O Grupo Gay Negro foi responsável pela criação do Centro de Lésbicas e Gays Negros, que operou de 1985 a 2000 em diferentes locais de Londres. Esta organização é um exemplo de vários grupos históricos e contemporâneos formados para atender à comunidade negra LGBTQ+, como a UK Black Pride atualmente.
Em 1990, a Associação de Lésbicas e Gays da Polícia (LAGPA) foi fundada para representar os interesses de policiais gays, lésbicas e bissexuais, bem como de outros membros da equipe policial no Reino Unido. A LAGPA foi substituída pela Rede Nacional de Polícia LGBT em 2014.

### Paradas do orgulho
As paradas do orgulho têm sido uma ferramenta importante para a comunidade LGBT, permitindo a afirmação pública de identidade, a resistência à discriminação e a exigência de mudanças sociais e legais para combater a opressão LGBTQ+.
A primeira marcha do Orgulho no Reino Unido foi realizada em Londres em 1º de julho de 1972. A data foi escolhida para coincidir com o sábado mais próximo ao aniversário das revoltas de Stonewall, em 28 de junho de 1969. A GLF e a CHE foram as principais organizadoras. A Parada do Orgulho em Londres [en] é a maior e mais antiga marcha, ocorrendo anualmente desde então. As paradas do Orgulho se tornaram eventos populares durante o verão em grandes cidades e, nos últimos anos, se expandiram para cidades menores. Outras paradas notáveis incluem as de Brighton, Liverpool [en], Manchester [en] e Cardiff.
Em maio de 2020, no quinto aniversário da aprovação do referendo sobre o casamento entre pessoas do mesmo sexo na Irlanda, a Anistia Internacional, o Congresso Irlandês de Sindicatos e o Projeto Arco-Íris anunciaram planos para uma manifestação em massa em Belfast. O protesto foi uma resposta ao fato de o governo do Reino Unido não permitir que casais do mesmo sexo na Irlanda do Norte convertessem suas uniões civis em casamentos, apesar da legalização do casamento entre pessoas do mesmo sexo na região através da Lei da Irlanda do Norte de 2019.

## Papel do Conselho da Europa
De acordo com Juris Lavrikovs, da ILGA-Europa, o Tribunal Europeu de Direitos Humanos (TEDH), que faz parte do Conselho da Europa, tem desempenhado um papel positivo na defesa dos direitos LGBT. O tribunal tem sido crucial em diversas áreas, como a descriminalização da atividade consensual entre pessoas do mesmo sexo, a proibição da discriminação contra pessoas transgêneros no emprego, a equiparação da idade de consentimento entre pessoas heterossexuais e LGBT, a autorização para que pessoas LGBT sirvam abertamente nas forças armadas, o direito ao casamento para pessoas transgêneros, a igualdade no emprego e a inclusão do direito à pensão para indivíduos transgêneros.

## Dados demográficos
De acordo com o Escritório de Estatísticas Nacionais (ONS), a porcentagem da população do Reino Unido que se identifica como gay, lésbica ou bissexual aumentou de 1,5% em 2012 para 2,0% em 2017. Em 2017, aproximadamente 1,1 milhão de pessoas no Reino Unido se identificaram como LGB. A faixa etária de 16 a 24 anos foi a mais propensa a se identificar como LGB, com 4,2%.
Uma pesquisa realizada pela Integrated Household Survey em 2010 estimou que 1,5% da população do Reino Unido se identificava como gay, lésbica ou bissexual, um número bem abaixo das estimativas anteriores, que variavam de 5% a 7%. Interpretando os dados, um porta-voz do ONS comentou: "Alguém pode se envolver em comportamento sexual com uma pessoa do mesmo sexo, mas não necessariamente se identificar como gay". No entanto, de acordo com a YouGov, estudos como o da Integrated Household Survey subestimam a verdadeira proporção da população LGBT, pois utilizam metodologias presenciais, o que pode levar à subnotificação, uma vez que pessoas não heterossexuais tendem a ser menos dispostas a revelar sua orientação sexual diretamente a um entrevistador. A YouGov, com base em seu painel online, estima que a proporção de pessoas LGBT no Reino Unido seja de 7%.
As estimativas sobre a população trans no Reino Unido variam entre 65.000 e 300.000 pessoas. Já a população transexual ou com disforia de gênero foi estimada entre 2.400 e 10.500 indivíduos. A Stonewall ressalta que é difícil precisar o tamanho da população LGBT no Reino Unido, uma vez que muitas pessoas LGBT não se assumem publicamente.

## Representação

### Censo
Em 2009, a Comissão de Igualdade e Direitos Humanos [en] solicitou a inclusão de uma pergunta sobre orientação sexual no censo de 2011 [en], mas essa proposta foi rejeitada pelo Escritório de Estatísticas Nacionais, responsável pela realização do censo.
No censo de 2021, as questões sobre gênero, identidade de gênero e orientação sexual foram incluídas pela primeira vez. A Stonewall apoiou essa medida, destacando que “a coleta de dados sobre as comunidades LGBT no Reino Unido é um passo fundamental para a construção de uma sociedade onde as pessoas LGBT sejam verdadeiramente aceitas, em todos os lugares e por todos”. Essas alterações foram estabelecidas pela legislação do Censo (Detalhes de Devolução e Remoção de Penalidades) de 2019 para a Inglaterra e o País de Gales, e pela Lei do Censo (Alteração) (Escócia) de 2019.
A questão sobre sexo, "What is your sex?" (Qual é o seu sexo?), foi objeto de um processo na Suprema Corte, movido pela organização Fair Play For Women. O tribunal decidiu que o sexo deve ser declarado de acordo com o sexo registrado em uma certidão de nascimento ou em um certificado de reconhecimento de gênero, e não de forma autodeclarada em qualquer documento oficial.

### Mídia
A BBC, como emissora nacional, tem sido associada à comunidade LGBT+ ao longo de sua história. Em 1938, a BBC transmitiu a apresentação do "imitador de mulheres" Douglas Byng, que era assumido na época. Em 1957, após a divulgação do Relatório Wolfenden, a BBC Radio transmitiu um programa especial intitulado The Homosexual Condition, e o tema foi discutido nos programas de televisão Lifeline e Any Questions? [en]. Em 1965, a BBC adiou a transmissão de The Wednesday Play: Horror of Darkness [en] devido à inclusão de um triângulo amoroso homossexual.
Após a aprovação da Lei de Ofensas Sexuais de 1967, a representação LGBT+ na televisão da BBC aumentou. Em 1970, foi exibido o primeiro beijo gay na televisão, entre Ian McKellen e James Laurenson, em uma produção de Edward II [en]. O primeiro beijo lésbico foi transmitido em 1974, entre Alison Steadman [en] e Myra Frances, no programa Girl, parte da série Second City Firsts [en]. Em 1987, EastEnders exibiu o primeiro beijo entre pessoas do mesmo sexo em uma novela britânica. Em 1995, a BBC Two transmitiu Gaytime TV, o primeiro programa voltado principalmente para o público gay.
No entanto, a música continuou a ser censurada pela BBC durante as décadas de 1970 e 1980. Em 1978, a canção "Glad to be Gay", de Tom Robinson, foi proibida pela BBC Radio 1. Em 1984, "Relax", de Frankie Goes to Hollywood, também foi banida dos programas diurnos e das paradas de sucesso.
Em 2005, a BBC transmitiu pela primeira vez o Mês da História LGBT, embora com uma abordagem geralmente cética. Desde então, a emissora continuou a cobrir essa data anualmente. Em 2010, o BBC Trust publicou um relatório recomendando maior representação das minorias LGBT, incluindo mais "homossexualidade incidental" na programação de TV.
Em março de 2019, a BBC News contratou o primeiro correspondente LGBT+, Ben Hunte. Em novembro de 2020, foi anunciado que a equipe de notícias e assuntos atuais da BBC estaria proibida de participar das marchas do orgulho do Reino Unido, para evitar a percepção de parcialidade política, mesmo em uma capacidade individual. No entanto, a BBC posteriormente esclareceu que essa não era uma proibição geral, mas que a equipe deveria pedir permissão antes de participar de tais eventos.
Em julho de 2020, foi exibido o primeiro beijo entre pessoas do mesmo sexo no canal infantil CBBC, durante um arco romântico de longa duração entre duas personagens femininas na série de drama adolescente canadense The Next Step.

### Política
As pessoas LGBT+ têm se envolvido ativamente na política do Reino Unido desde a década de 1970. Em 1972, Sam Green, um homem abertamente gay e membro da Frente de Libertação Gay, foi eleito para o Conselho Municipal de Durham pelo Partido Liberal. Ele é frequentemente descrito como o primeiro candidato político abertamente gay do Reino Unido.
A primeira parlamentar abertamente LGBT+ foi Maureen Colquhoun, do Partido Trabalhista, que foi deputada entre 1974 e 1979. Em 1976, Colquhoun se assumiu como lésbica. Ela era uma feminista de esquerda e buscava combater a desigualdade de gênero. Em 1977, Colquhoun foi deseleita, em grande parte devido à sua sexualidade e suas opiniões feministas, mas essa decisão foi posteriormente anulada.
Chris Smith [en], eleito deputado em 1983 e assumido desde 1984, tornou-se o primeiro secretário de Estado abertamente gay, responsável pelas áreas de Cultura, Mídia e Esporte, em 1997. Mais tarde, naquele ano, Angela Eagle [en] se assumiu como a primeira deputada abertamente lésbica desde Maureen Colquhoun.
Nas eleições gerais de 2019, 46 parlamentares abertamente LGB foram eleitos. Isso representou uma diminuição de um em relação a 2017, mas um aumento de cinco em comparação com 2015. Desses 46 parlamentares LGB, 20 eram do Partido Conservador, 15 do Partido Trabalhista, 10 do SNP e um era independente. O SNP teve a maior proporção de parlamentares LGB entre os principais partidos (21%). Nenhum parlamentar abertamente trans ou não binário foi eleito nas eleições gerais de 2019.
Nikki Sinclaire [en], do UKIP, foi a primeira parlamentar britânica trans a ocupar o cargo de membro do Parlamento Europeu (MEP) por West Midlands [en] de 2009 a 2014.
Layla Moran, dos Democratas Liberais, se tornou a primeira parlamentar abertamente pansexual do Reino Unido em 2017.
Em 2021, Owen Hurcum [en], de 23 anos, tornou-se o primeiro prefeito abertamente não binário do mundo, após ser escolhido por seus colegas conselheiros no Conselho Municipal de Bangor, em Gwynedd, País de Gales. Owen se identifica como queer e agênero.
Em 30 de março de 2022, Jaime Wallis [en], do Partido Conservador, se assumiu como transgênero, tornando-se o primeiro parlamentar abertamente transgênero na Câmara dos Comuns. Wallis, deputado por Bridgend desde 2019, é o primeiro deputado transgênero do Reino Unido. Além disso, Nikki Sinclaire foi a primeira parlamentar transgênero britânica como membro do Parlamento Europeu, ocupando o cargo de 2009 a 2014.

### Moeda
Em março de 2021, o Banco da Inglaterra anunciou que a próxima nota de £50 teria Alan Turing retratado no verso. A nota entrou em circulação em 23 de junho de 2021, data que coincidia com o aniversário de Turing.
Além disso, a Casa da Moeda britânica lançou uma moeda de 50 pence para comemorar o 50º aniversário do Pride. O design foi criado por Dominique Holmes, uma ativista LGBTQ+. De um lado da moeda, aparece a imagem da Rainha Elizabeth II, enquanto do outro, um arco-íris simboliza o Orgulho. O arco-íris, que inclui a palavra "pride" no centro, representa os valores da Parada do Orgulho: protesto, visibilidade, unidade e igualdade.

## Opinião pública

### Em relação à homossexualidade
Em 1993, a Stonewall realizou uma pesquisa sobre gays e lésbicas no ambiente de trabalho, na qual constatou que dois terços dos entrevistados escondiam sua sexualidade no trabalho, e apenas 11% afirmaram nunca esconder sua orientação sexual no local de trabalho. Uma pesquisa de acompanhamento realizada em 2008 revelou que 20% dos gays e lésbicas haviam sofrido bullying no trabalho.
As atitudes em relação à homossexualidade entre o público britânico se tornaram progressivamente mais tolerantes ao longo do tempo. De acordo com a British Social Attitudes Survey, em 1983, entre 50% e 70% dos entrevistados dos três principais partidos políticos (Conservador, Trabalhista e Liberal Democrata) consideravam a homossexualidade “sempre errada” ou “quase sempre errada”. Em 1993, a oposição à homossexualidade aumentou ligeiramente entre todos os partidos. Contudo, em 2003, as atitudes começaram a se tornar mais tolerantes, com apenas 25% a 50% dos entrevistados considerando a homossexualidade sempre ou quase sempre errada. Em 2013, esse número caiu para cerca de 20% a 35% em cada partido. Os entrevistados do Partido Liberal Democrata tendiam a ser menos propensos a considerar a homossexualidade como errada em comparação com os do Partido Trabalhista ou Conservador em todas as pesquisas.
Em 2015, uma pesquisa realizada pela YouGov revelou que quase o dobro dos residentes de Londres acreditavam que a homossexualidade era “moralmente errada” em comparação com o restante do Reino Unido (29% contra 15 a 17%). Os londrinos também eram cinco vezes mais propensos a rejeitar o apoio a um filho gay, comparados com o resto do país. Uma pesquisa presencial realizada em 2015 pela ICM Research para o Channel 4 revelou que 18% dos muçulmanos britânicos [en] concordavam com a afirmação de que a homossexualidade deveria ser legalizada no Reino Unido, enquanto 52% discordavam e 22% não se posicionavam. Este foi um avanço significativo em relação a uma pesquisa Gallup de 2009, que indicava que os muçulmanos britânicos tinham tolerância zero em relação à homossexualidade.
Em maio de 2007, uma pesquisa realizada pela YouGov indicou que 90% dos cidadãos britânicos apoiavam a legislação que proíbe a discriminação com base na orientação sexual. A pesquisa também refletiu percepções públicas geralmente positivas sobre os homossexuais, embora ainda reconhecesse o grau de preconceito existente. Em junho de 2009, uma pesquisa realizada pela Populus para o The Times mostrou que a maioria do público apoiava o casamento entre pessoas do mesmo sexo; 61% dos entrevistados concordaram que “os casais gays deveriam ter o mesmo direito de se casar, não apenas de ter parcerias civis”. Poucos diferenciais foram observados em relação ao partidarismo.
Uma pesquisa mais recente, realizada em 2017 pelo Pew Research Center, revelou que 77% do público britânico apoiava o casamento entre pessoas do mesmo sexo. Esse apoio aumentou para 85% de acordo com o Eurobarômetro de 2019, que pesquisou todos os estados membros da União Europeia sobre a questão. A média de apoio na UE foi de 69%.

### Em relação às pessoas transgêneras
Uma pesquisa realizada em junho de 2020 pela YouGov revelou que os britânicos tendem a apoiar as pessoas que se identificam com o gênero de sua escolha, mas são menos favoráveis à facilitação do processo legal. A análise observou também que “os britânicos tendem a não se opor ao fato de pessoas trans usarem instalações para o gênero com o qual se identificam, mas têm reservas se essas pessoas não tiverem se submetido à cirurgia de redesignação de gênero”. A pesquisa indicou ainda que as mulheres e os entrevistados mais jovens são mais favoráveis às pessoas trans do que os homens e os mais velho.

### Experiência LGBT
Em 2017, 108.000 pessoas participaram da Pesquisa Nacional LGBT, tornando-a uma das maiores pesquisas sobre pessoas LGBT do mundo. Os resultados mostraram que as pessoas LGBT estão, em média, menos satisfeitas com a vida em comparação com a população geral do Reino Unido, com a satisfação das pessoas trans sendo particularmente mais baixa. A pesquisa revelou que 68% dos entrevistados evitavam andar de mãos dadas com seu parceiro do mesmo sexo em público. Além disso, 5% dos entrevistados afirmaram ter recebido uma oferta de terapia de conversão, sendo que 2% estavam efetivamente se submetendo a tais terapias. Os dados da Pesquisa Nacional LGBT foram utilizados para informar um Plano de Ação LGBT de 75 pontos, que visa abordar os principais problemas identificados, incluindo propostas para proibir a terapia de conversão no Reino Unido.

## Direito de asilo
A política atual do Reino Unido em relação ao direito de asilo para pessoas LGBT exige que elas demonstrem ter medo de perseguição e violência em seu país de origem. O fato de ser ilegal estar em um relacionamento entre pessoas do mesmo sexo no país de origem de um solicitante de asilo não é considerado motivo suficiente para conceder asilo no Reino Unido. Antes de 2010, era aplicado um “teste de discrição”, mas esse teste foi considerado ilegal após a decisão da Suprema Corte no caso HJ e HT v Home Secretary, em que o juiz determinou que ser obrigado a esconder a sexualidade ou a identidade de gênero para evitar perseguição ou violência era suficiente para atender aos critérios de asilo.
Em agosto de 2021, o Ministério do Interior ordenou a deportação de um homem gay de volta ao Afeganistão, seu país de origem, que havia novamente caído sob o controle do Talibã. A homossexualidade é uma ofensa criminal grave na lei do Afeganistão. Uma revisão sobre a situação foi iniciada pelo ministro da imigração do Partido Trabalhista na Câmara dos Comuns. Um porta-voz do Ministério posteriormente afirmou que todas as deportações para o Afeganistão haviam sido suspensas enquanto a revisão estava em andamento.

## Resumo por jurisdição legal e território
| Direitos LGBT em:          | Atividade sexual entre pessoas do mesmo sexo                    | Reconhecimento de gênero                                | Reconhecimento de uniões entre pessoas do mesmo sexo | Casamento entre pessoas do mesmo sexo | Adoção por pessoas do mesmo sexo | Serviço militar | Perdão oficial                                       | Anti-discriminação (orientação sexual)                  | Anti-discriminação (identidade de género)                                                        | Outros |
| -------------------------- | --------------------------------------------------------------- | ------------------------------------------------------- | ---------------------------------------------------- | ------------------------------------- | -------------------------------- | --------------- | ---------------------------------------------------- | ------------------------------------------------------- | ------------------------------------------------------------------------------------------------ | --- |
| Inglaterra e País de Gales | Legal desde 1967; a idade de consentimento foi igualada em 2001 | De acordo com a Lei de Reconhecimento de Gênero de 2004 | União civil desde 2005                               | Legal desde 2014                      | Legal desde 2005                 | Desde 2000      | Desde 2017 (Desconsiderações disponíveis desde 2012) | Proíbe toda discriminação com base na orientação sexual | Proíbe toda discriminação com base na identidade de gênero                                       | A Seção 28, que proibia a “promoção de relacionamentos entre pessoas do mesmo sexo como um relacionamento familiar falso”, foi revogada em 2003 |
| Escócia                    | Legal desde 1981; a idade de consentimento foi igualada em 2001 | De acordo com a Lei de Reconhecimento de Gênero de 2004 | União civil desde 2005                               | Legal desde 2014                      | Legal desde 2009                 | Desde 2000      | Desde 2019 (Desconsiderações também disponíveis)     | Proíbe toda discriminação com base na orientação sexual | Proíbe toda discriminação com base na identidade de gênero                                       | A Seção 2A, que proíbe a “promoção de relacionamentos entre pessoas do mesmo sexo como um relacionamento familiar falso”, foi revogada em 2000  |
| Irlanda do Norte           | Legal desde 1982; a idade de consentimento foi igualada em 2001 | De acordo com a Lei de Reconhecimento de Gênero de 2004 | União civil desde 2005                               | Legal desde 2020                      | Legal desde 2013                 | Desde 2000      | Desde 2018 (Desconsiderações também disponíveis)     | Proíbe toda discriminação com base na orientação sexual | / Proíbe a discriminação com base na identidade de gênero no emprego e no treinamento vocacional | - |

### Dependências da Coroa
| Direitos LGBT em: | Atividade sexual entre pessoas do mesmo sexo                    | Reconhecimento de gênero | Reconhecimento de uniões entre pessoas do mesmo sexo    | Casamento entre pessoas do mesmo sexo                         | Adoção por pessoas do mesmo sexo | Serviço militar                     | Anti-discriminação (orientação sexual)                  | Anti-discriminação (identidade de género)                    |
| ----------------- | --------------------------------------------------------------- | --- | ------------------------------------------------------- | ------------------------------------------------------------- | -------------------------------- | ----------------------------------- | ------------------------------------------------------- | ------------------------------------------------------------ |
| Guernsey          | Legal desde 1983; a idade de consentimento foi igualada em 2012 | Desde 2007, só permite a emissão de uma nova certidão de nascimento. Não altera nem remove registros de certidões de nascimento existentes; a extensão para Alderney e Sark não é clara | Desde 2012 em Guernsey, 2016 em Alderney e 2020 em Sark | Legal desde 2017 em Guernsey, 2018 em Alderney e 2020 em Sark | Legal desde 2017                 | Reino Unido responsável pela defesa | Proíbe toda discriminação com base na orientação sexual | Proíbe toda discriminação com base na redesignação de gênero |
| Ilha de Man       | Legal desde 1992; a idade de consentimento foi igualada em 2006 | De acordo com a Lei de Reconhecimento de Gênero de 2009 | União civil desde 2011                                  | Legal desde 2016                                              | Legal desde 2011                 | Reino Unido responsável pela defesa | Proíbe toda discriminação com base na orientação sexual | Proíbe toda discriminação com base na redesignação de gênero |
| Jersey            | Legal desde 1990; a idade de consentimento foi igualada em 2006 | De acordo com a Lei de Reconhecimento de Gênero (Jersey) de 2010 | União civil desde 2012                                  | Legal desde 2018                                              | Legal desde 2012                 | Reino Unido responsável pela defesa | Proíbe toda discriminação com base na orientação sexual | Proíbe toda discriminação com base na redesignação de gênero |

### Territórios no exterior
| Direitos LGBT em:                         | Atividade sexual entre pessoas do mesmo sexo              | Reconhecimento de uniões entre pessoas do mesmo sexo | Casamento entre pessoas do mesmo sexo                                                 | Adoção por pessoas do mesmo sexo | Serviço militar                     | Anti-discriminação (orientação sexual)                  | Anti-discriminação (identidade de género)                    |
| ----------------------------------------- | --------------------------------------------------------- | ---------------------------------------------------- | ------------------------------------------------------------------------------------- | -------------------------------- | ----------------------------------- | ------------------------------------------------------- | ------------------------------------------------------------ |
| Anguila                                   | Legal desde 2001 (Discrepância na idade de consentimento) | Não                                                  | Não                                                                                   | Não                              | Reino Unido responsável pela defesa | Não                                                     | Não                                                          |
| Acrotíri e Deceleia                       | Legal desde 2000; idade de consentimento igualada em 2003 | Sim                                                  | Legal desde 2014                                                                      | Interrogação                     | Reino Unido responsável pela defesa | Proíbe toda discriminação com base na orientação sexual | Interrogação                                                 |
| Bermudas                                  | Legal desde 1994; idade de consentimento igualada em 2019 | Parceria doméstica desde 2018                        | Foi legal entre novembro de 2018 e março de 2022 e entre maio de 2017 e junho de 2018 | Legal desde 2015                 | Reino Unido responsável pela defesa | Proíbe toda discriminação com base na orientação sexual | Não                                                          |
| Território Antártico Britânico            | Legal                                                     | Sim                                                  | Legal desde 2016                                                                      | Interrogação                     | Reino Unido responsável pela defesa | Interrogação                                            | Interrogação                                                 |
| Território Britânico do Oceano Índico     | Legal                                                     | Sim                                                  | Legal desde 2014                                                                      | Interrogação                     | Reino Unido responsável pela defesa | Interrogação                                            | Interrogação                                                 |
| Ilhas Virgens Britânicas                  | Legal desde 2001                                          | Não                                                  | Não                                                                                   | Não                              | Reino Unido responsável pela defesa | Proíbe toda discriminação com base na orientação sexual | Não                                                          |
| Ilhas Cayman                              | Legal desde 2001 (Discrepância na idade de consentimento) | União civil desde 2020                               | Não                                                                                   | Legal desde 2020                 | Reino Unido responsável pela defesa | Não                                                     | Não                                                          |
| Ilhas Malvinas                            | Legal desde 1989; idade de consentimento igualada em 2005 | União civil desde 2017                               | Legal desde 2017                                                                      | Legal desde 2017                 | Reino Unido responsável pela defesa | Proíbe toda discriminação com base na orientação sexual | Não                                                          |
| Gibraltar                                 | Legal desde 1993; idade de consentimento igualada em 2012 | União civil desde 2014                               | Legal desde 2016                                                                      | Legal desde 2014                 | Reino Unido responsável pela defesa | Proíbe toda discriminação com base na orientação sexual | Proíbe toda discriminação com base na redesignação de gênero |
| Monserrate                                | Legal desde 2000 (Discrepância na idade de consentimento) | Não                                                  | Proibição constitucional desde 2010                                                   | Não                              | Reino Unido responsável pela defesa | Proíbe toda discriminação com base na orientação sexual | Não                                                          |
| Ilhas Pitcairn                            | Legal                                                     | Sim                                                  | Legal desde 2015                                                                      | Legal desde 2015                 | Reino Unido responsável pela defesa | Proíbe toda discriminação com base na orientação sexual | Interrogação                                                 |
| Santa Helena, Ascensão e Tristão da Cunha | Legal                                                     | Sim                                                  | Legal desde 2017                                                                      | Legal desde 2017                 | Reino Unido responsável pela defesa | Proíbe toda discriminação com base na orientação sexual | Proíbe toda discriminação com base na redesignação de gênero |
| Ilhas Geórgia do Sul e Sandwich do Sul    | Legal                                                     | Sim                                                  | Legal desde 2014                                                                      | Interrogação                     | Reino Unido responsável pela defesa | Interrogação                                            | Interrogação                                                 |
| Ilhas Turcas e Caicos                     | Legal desde 2001 (Discrepância na idade de consentimento) | Não                                                  | Proibição constitucional desde 2011                                                   | Não                              | Reino Unido responsável pela defesa | Proíbe toda discriminação com base na orientação sexual | Não                                                          |

## Páginas externas
- Artigo do site GLBTQ sobre a história da vida LGBT no Reino Unido desde a Idade Média até o século XIX.
- Artigo do site GLBTQ sobre a história da vida LGBT no Reino Unido de 1900 até o presente.